# Tanger
Pour les articles homonymes, voir Tanger (homonymie).

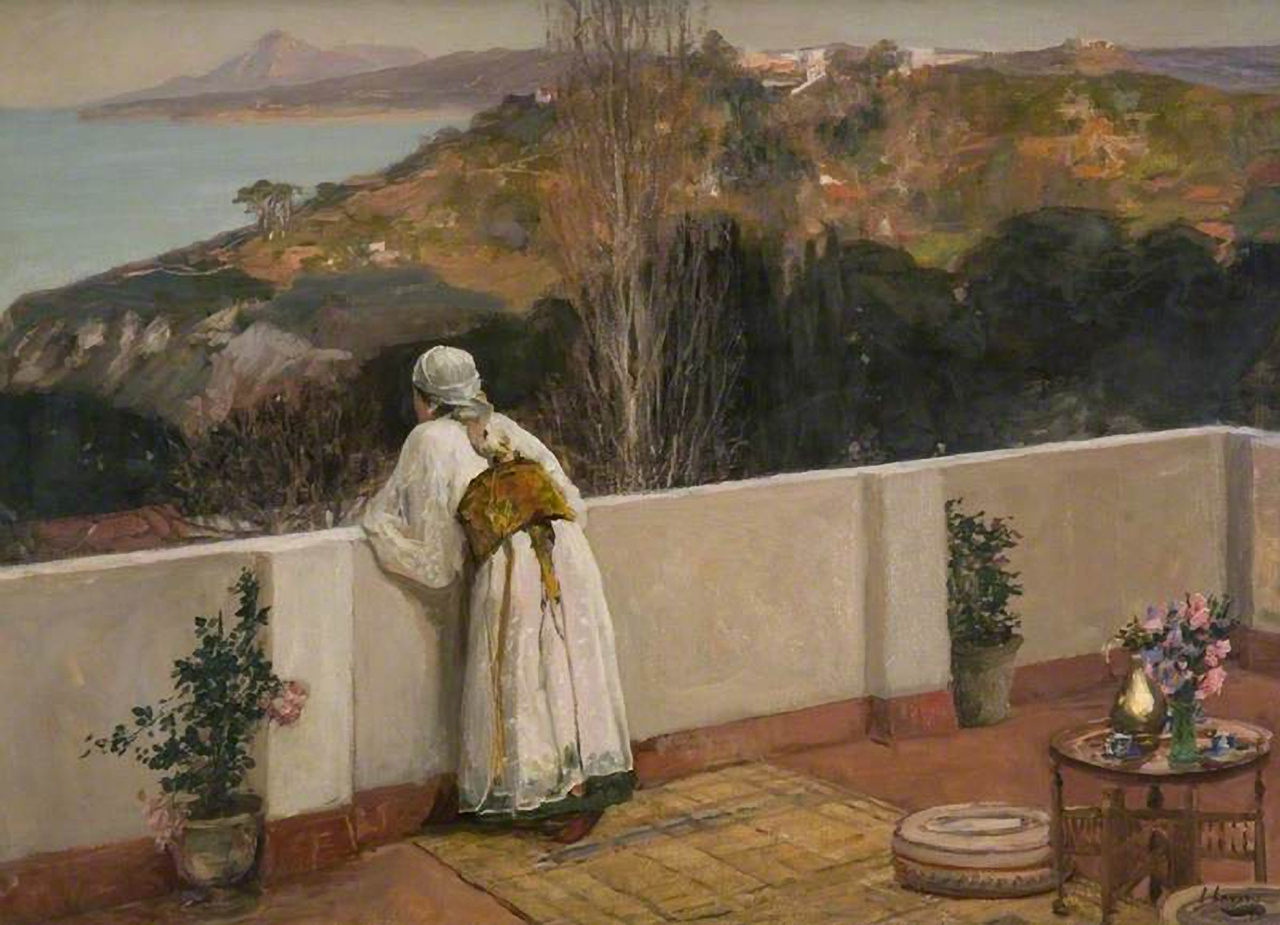
Evening, Tangiers 1906

Tanger (en arabe : طَنْجَة, Ṭanǧa ; en amazighe standard marocain : ⵜⴰⵏⵊⴰ, Tanja) est une ville du Nord du Maroc, capitale de la région de Tanger-Tétouan-Al Hoceïma et chef-lieu de la préfecture de Tanger-Assilah. Connue principalement pour ses lieux touristiques, elle est l'un des pôles économiques les plus importants du Maroc après Casablanca.
Située à l'extrémité du Nord-Ouest du pays sur le détroit de Gibraltar, la ville se trouve à quatorze kilomètres de la côte espagnole. Sa population s'élève à 947 952 habitants au recensement de 2014.

## Géographie

### Localisation
Tanger est située dans la baie du même nom, ouverte sur l'extrémité occidentale du détroit de Gibraltar, à environ 15 km des côtes espagnoles, à la périphérie du massif montagneux du Rif. Le port de la ville est la principale destination des bateaux de voyageurs en provenance de l'Europe. Tanger est, par conséquent, l'un des lieux de passage des voyageurs circulant entre l'Europe et l'Afrique.

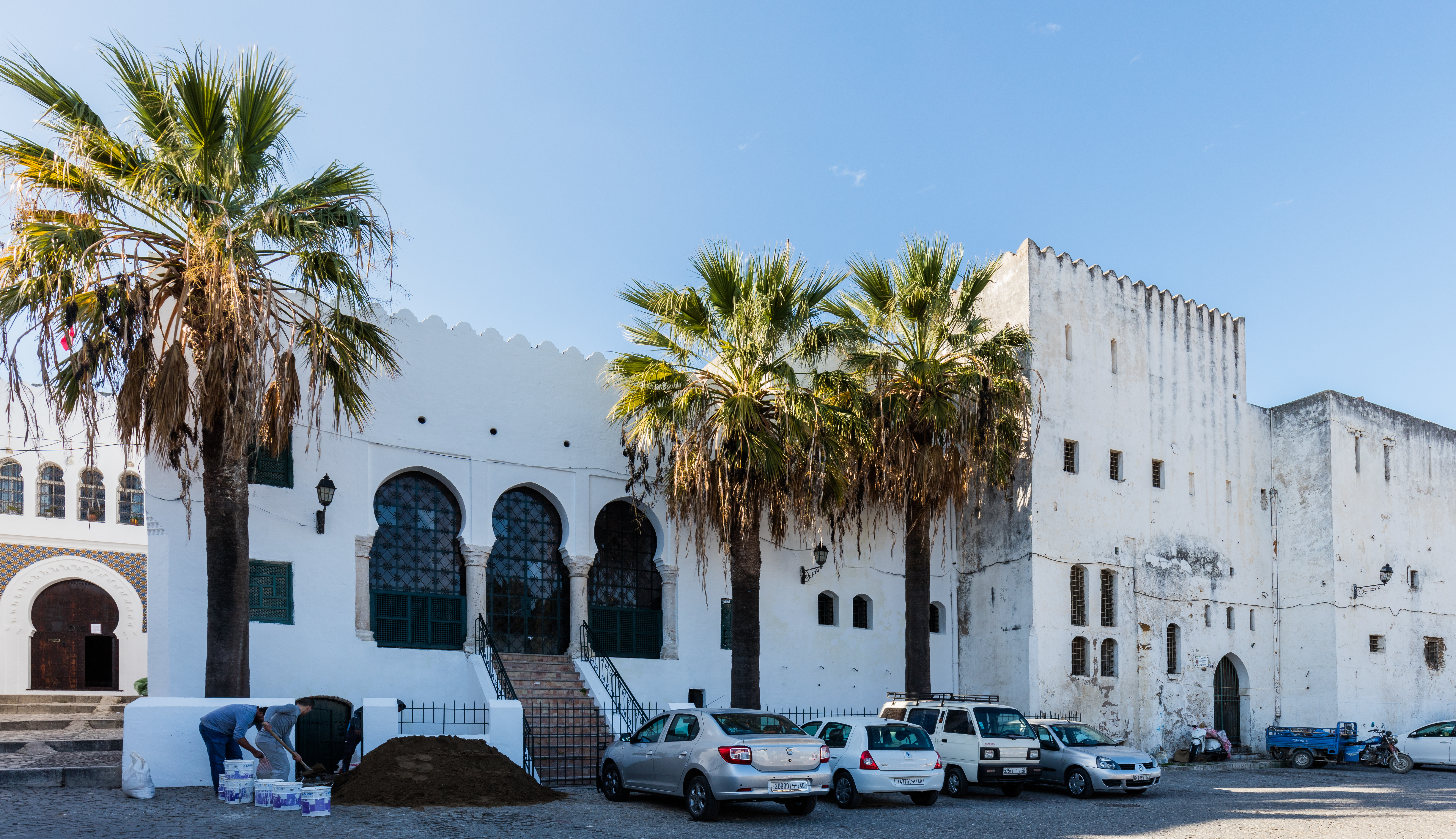

### Démographie
Sa population s'élève à 947 952 habitants selon le recensement de 2014. Il existe une importante diaspora tangéroise dans le monde, notamment dans le sud de l'Espagne et dans le Benelux. Une grande partie des Tangérois est originaire du Rif. Tanger est donc à la fois une ville andalouse, jeblia et rifaine de par les liens historiques qu'elle a noués avec les deux ethnies habitants le Rif, à savoir les Jbalas et les Rifains. Tanger a connu une incroyable immigration de la part des Rifains durant le 19e et 20e siècle. Les Rifains formaient plus d'un quart de la population tangeroise en 1957, d'après une estimation de D. M.Hart. Les Jbalas forment eux aussi une part très importante de la population tangeroise. Enfin, depuis plusieurs décennies déjà, une importante population venue des autres régions du Maroc est arrivée à Tanger pour travailler et continue d'y affluer.

### Relief, géologie et hydrographie
D'abord établie sur la colline de la kasbah, la ville de Tanger s'est progressivement étendue sur les massifs la bordant à l'ouest en direction du cap Spartel (plateau du Marshan, Vieille Montagne) puis, au long de la plage, en direction du cap Malabata. En dépit de ces reliefs, son site ne présente pas de réseau hydrographique notable.

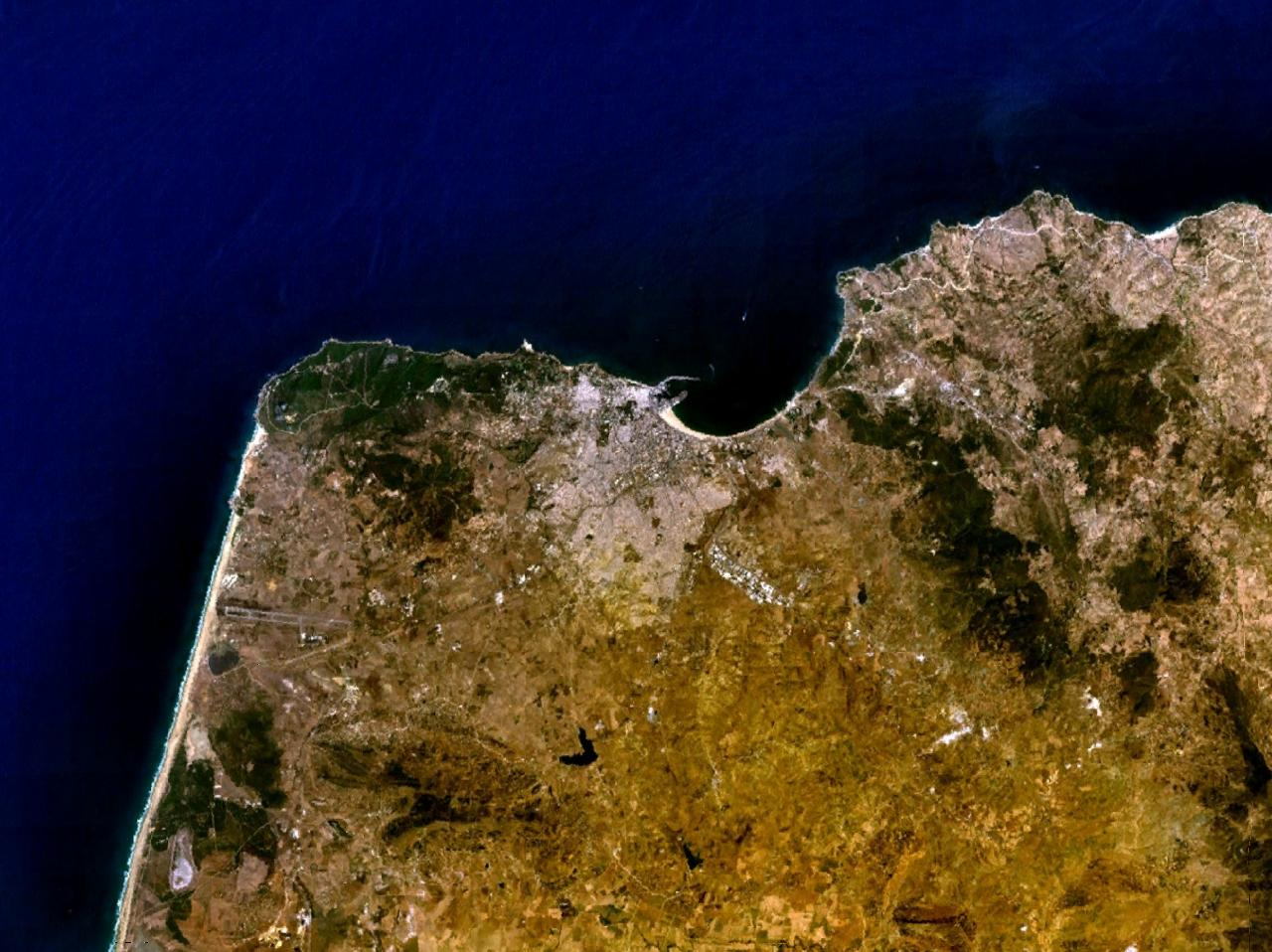
Vue satellite.
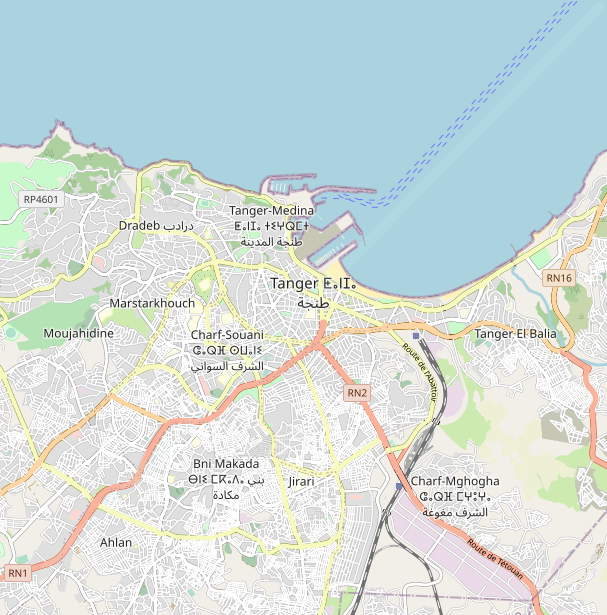
Carte OpenStreetMap.

### Climat
Le climat de Tanger est du type méditerranéen, tempéré par l'influence océanique ; L'automne, l'hiver et le printemps sont doux, voire frais (18 degrés en journée et 7 degrés la nuit en moyenne) et assez humide. Les inter-saisons sont modérément pluvieuses. L'été est très sec avec des températures relativement modérées (30 degrés en journée).
En général, les précipitations sont comprises entre 600 et 1 000 mm par an. La ville est cependant souvent sujette à des perturbations météorologiques : de mi-octobre jusqu'au début mai, des vents forts, des orages violents et des pluies diluviennes peuvent facilement survenir.
En été, un vent chaud provenant du Sahara, le sirocco communément appelé « chergui » au Maroc, élève fortement la température et assèche l’atmosphère, car c’est un vent venu de l’est.

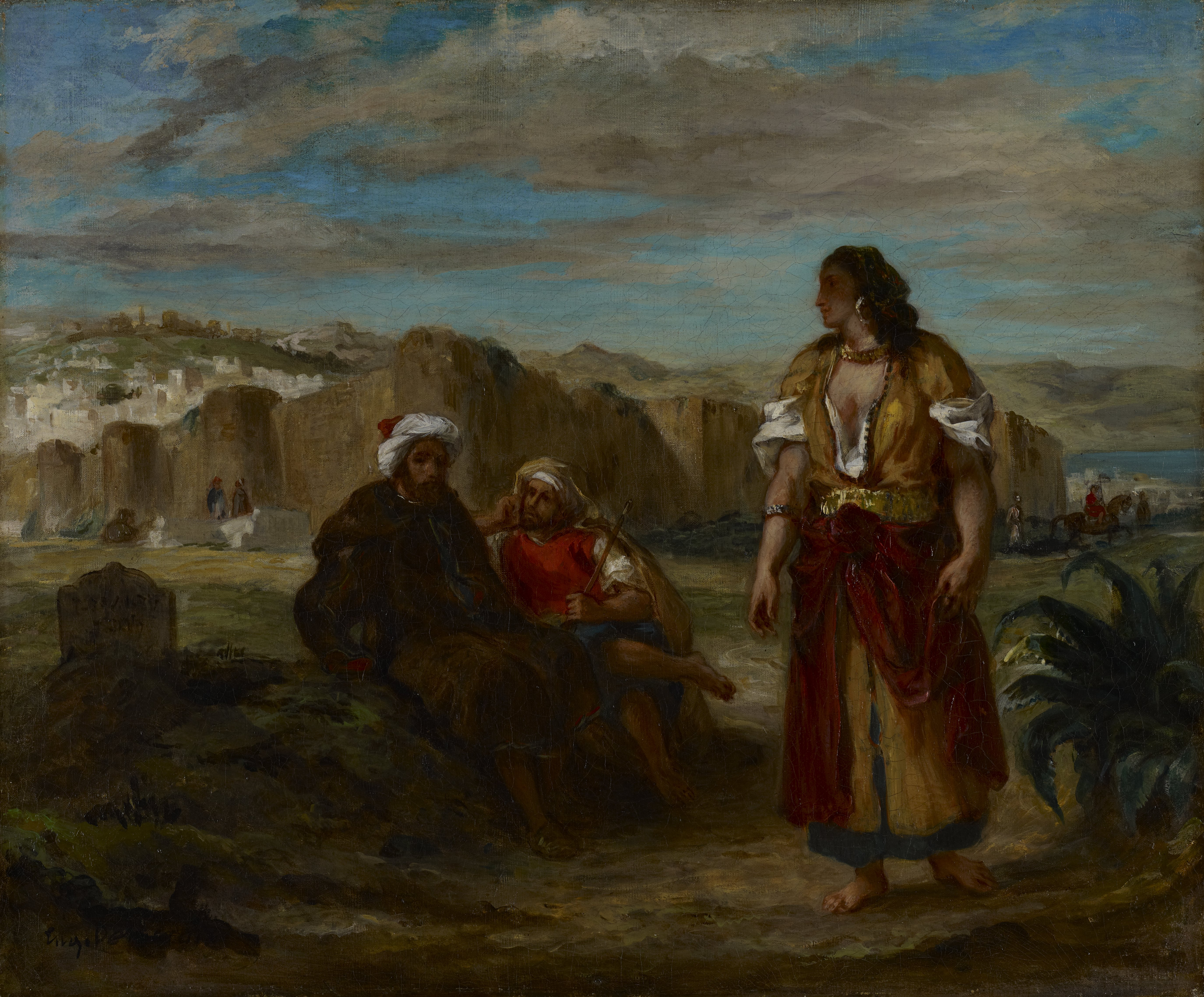
Eugène Delacroix - Vue de Tanger. entre 1852 et 1853

Les records enregistrés dans la région sont les suivants : Température minimale : −4,2 °C (28 janvier 2005) ; Température maximale : 43,5 °C (1er aout 2003) ; Pluviométrie : 200 mm de pluie orageuses enregistrée en une journée (23 novembre 2008).
| Mois                                | jan.  | fév. | mars | avril | mai  | juin | jui. | août | sep. | oct. | nov.  | déc.  | année |
| ----------------------------------- | ----- | ---- | ---- | ----- | ---- | ---- | ---- | ---- | ---- | ---- | ----- | ----- | ----- |
| Température minimale moyenne (°C)   | 8,8   | 9    | 10   | 11,2  | 13,4 | 16,2 | 18,7 | 19,1 | 18,3 | 15,6 | 12,2  | 9,7   | 13,6  |
| Température moyenne (°C)            | 12,5  | 13,1 | 14   | 15,2  | 17,7 | 20,6 | 23,5 | 23,9 | 22,8 | 19,7 | 15,9  | 13,3  | 17,7  |
| Température maximale moyenne (°C)   | 16,2  | 16,8 | 17,9 | 19,2  | 21,9 | 24,9 | 28,3 | 28,6 | 27,3 | 23,7 | 19,6  | 17    | 21,8  |
| Précipitations (mm)                 | 103,5 | 98,7 | 71,8 | 62,2  | 37,3 | 13,9 | 2,1  | 2,5  | 14,9 | 65,1 | 134,6 | 129,3 | 735,9 |
| Nombre de jours avec précipitations | 11,2  | 11,4 | 10,1 | 9,3   | 6,1  | 3,7  | 0,8  | 0,8  | 3,1  | 8    | 11,1  | 12    |       |

| Mois                  | J    | F  | M  | A  | M  | J  | J  | A    | S  | O  | N  | D  |
| --------------------- | ---- | -- | -- | -- | -- | -- | -- | ---- | -- | -- | -- | -- |
| Record de chaud (ref) | 26   | 26 | 33 | 35 | 36 | 36 | 40 | 43.5 | 35 | 34 | 33 | 27 |
| Record de froid (réf) | -4.2 | 2  | 4  | 6  | 8  | 12 | 13 | 13   | 10 | 6  | 4  | 0  |

## Mythe
Dans les mythologies berbère et grecque, Tingis était une déesse et l'épouse du géant Antée Ce dernier vivait en Libye dont il était roi et défiait tous les voyageurs et passants à la lutte ; il était invincible tant qu'il restait en contact avec sa mère la Terre. Il fut vaincu par Héraclès, alors que celui-ci était à la recherche des pommes d'or du jardin des Hespérides lors de ses Douze Travaux, le demi-dieu ayant eu l'idée de le soulever de terre pour l'étouffer à mort. Il fut ainsi le seul à réussir à battre Antée.
Selon Plutarque, les Amazigh croyaient qu'Héraclès épousa Tingis après la mort d'Antée, et qu'elle enfanta de lui Sophax. Selon le mythe, Sophax fonda alors la ville de Tanger (qui était connue sous le nom de Tingis selon les sources anciennes) qu'il nomma ainsi en hommage à sa mère.

## Histoire
Tanger, à sa base Tangis ou plus généralement « le libyen tinjit », selon Mercier, a pu désigner en libyque non seulement un fleuve mais toute masse d’eau,.
Après une présence phénicienne, dont il subsiste deux petites nécropoles, les Carthaginois firent de la ville un comptoir important au IVe siècle av. J.-C. En 146 av. J.-C., à la chute de Carthage, la ville est incluse au royaume de Maurétanie. Tanger (Tingis) prend une telle importance, qu'elle devient, vers le Ier siècle, le chef-lieu de la province romaine de Maurétanie tingitane. C'est l'une des principales métropoles du diocèse d'Hispanie, qui regroupe les provinces espagnoles et la Tingitane après la réforme administrative de l'empereur Dioclétien. C'est sous son règne qu'eurent lieu les martyres de saint Marcel et de saint Cassien. La ville est fortement christianisée dans les siècles suivants.
Appelés par le comte Boniface qui aurait même organisé leur passage, les Vandales ariens, accompagnés d'Alains, peuple et armée, soit 80 000 personnes, franchissent le détroit de Gibraltar en 429 en échange de la promesse d'un soutien militaire au comte. Bien vite en désaccord avec Boniface, ils battent les Romains et ne peuvent être contenus autour de Tanger et Ceuta (alors Septem Fratres). Mais ils préfèrent se tourner vers ce qui deviendra le royaume vandale d'Afrique (Algérie orientale et Tunisie actuelles).
Justinien conquiert la ville, au début du VIe siècle, elle est rattachée à l'Empire byzantin et subit les attaques des Wisigoths à partir du sud de l'Espagne.
Le général musulman Moussa Ibn Noçaïr, gouverneur du Maghreb au service des Omeyyades de Damas, s'intéresse à Tanger pour sa position stratégique et c'est donc de là qu'en 711 commence la conquête de l'Espagne par les troupes de Tariq ibn Ziyad (un lieutenant d'Ibn Noçaïr), à qui Gibraltar doit son nom (Djebel Tarik, la « montagne de Tarik »). Pendant les cinq siècles qui suivent, des dynasties différentes se disputent la souveraineté de Tanger. Les Idrissides de Fès, les Omeyyades de Cordoue, s'affrontent pour sa domination pendant plus d'un siècle. En 1075, les Almoravides en deviennent maîtres jusqu'en 1149, date à laquelle la ville passe aux Almohades avant de devenir mérinide en 1274.
Après trois tentatives, les Portugais s'en emparent en 1471 et la cèdent à l'Angleterre en 1661 comme dot apportée par Catherine de Bragance à son époux Charles II d'Angleterre. À l'époque où Tanger était encore une ville portugaise, elle se trouvait à la tête du domaine colonial portugais du Maroc,,. Dès 1679 Moulay Ismaïl, sultan alaouite de l'Empire chérifien, entreprend le siège de la colonie anglaise de Tanger qui lui est abandonnée en 1684, sur décision de Charles II, estimant son occupation par les troupes anglaises inutile et beaucoup trop coûteuse. Au XVIIIe siècle la ville devient la « capitale diplomatique » de l'Empire chérifien et le siège des représentations étrangères accréditées auprès du sultan. Les États-Unis y ouvrent, en 1821, ce qui deviendra leur plus ancien consulat permanent dans le monde. La flotte française, commandée par le prince de Joinville, bombarde la ville en 1844 en représailles au soutien du Maroc à l'Emir Algérien Abd el-Kader et démantèle les fortifications. Elle met ainsi sous pression le souverain marocain Abderrahmane ben Hicham. Avec le traité de Tanger du 10 Septembre 1844, la France oblige le Maroc à cesser son soutien à Abd el-Kader,,,[source secondaire souhaitée]. Les rivalités européennes pour le contrôle de la ville, porte entrouverte sur le Maroc, débutent en cette fin de XIXe siècle. La France, l'Espagne, le Royaume-Uni et l'Allemagne multiplient les missions diplomatiques, commerciales et militaires pour placer leurs pions, mettant la ville au centre des rivalités internationales.
En 1880, la conférence de Madrid tente de définir les relations entre les grandes puissances au sujet du Maroc. Poussé par le chancelier Bülow, qui entend rappeler de claire façon que l'Allemagne ne se laissera pas mettre à l'écart et que la France ne peut modifier l'état politique du Maroc sans l'autorisation d'une nouvelle conférence internationale, Guillaume Il débarque, le 31 mars 1905, du yacht impérial SMY Hohenzollern I à Tanger pour quelques heures et dénonce, après un entretien avec l'oncle du sultan, les visées françaises et espagnoles sur le Maroc, ce qui provoque une crise diplomatique : c’est la crise de Tanger. En 1906, la conférence d'Algésiras redéfinit les positions de chacun en Afrique reconnaissant l'indépendance du sultan et affirmant l'égalité des signataires dans le domaine économique. En 1923 les négociations aboutissent à en faire une zone internationale affranchie de droits de douane. Le 24 juillet 1925, le statut définitif de Tanger est signé par le Royaume-Uni, l'Espagne, la Belgique, les Pays-Bas, les États-Unis, le Portugal, l’Union soviétique et la France, auxquels se joindra l’Italie un peu plus tard.
La ville possède désormais son autonomie financière. On la dote d'une administration internationale, en particulier d'une assemblée législative, composée de dix-sept fonctionnaires internationaux (quatre Français, quatre Espagnols, trois Britanniques, deux Italiens, un Américain, un Belge, un Néerlandais, un Portugais) désignés par leurs consuls respectifs et de neuf Marocains (six musulmans, trois israélites). Le sultan nomme un mendoub chargé de promulguer les textes législatifs et qui remplit les fonctions de pacha.
En juin 1940, après la défaite française face aux offensives de la Wehrmacht, les troupes espagnoles de Franco occupent Tanger et imposent, en mars 1941, l'installation du consul du Troisième Reich à la Mendoubia (résidence du mendoub, représentant du sultan auprès de l'administration internationale tangéroise), où flotte désormais le drapeau nazi. En mars 1944, l'Espagne fait évacuer les Allemands de la Mendoubia, sous la pression des Alliés, avant de retirer, le 9 octobre 1945, ses troupes de la ville, qui récupère ainsi son statut international. Entre 1939 et 1950, Tanger a vu sa population tripler et atteindre plus de 150 000 habitants.
Le 10 avril 1947, le sultan Mohammed V, accompagné du prince héritier Moulay Hassan (qui deviendra plus tard Hassan II), prononce à Tanger le premier discours qui fait référence à un Maroc unifié et indépendant rattaché à la nation arabe. En 1956, avec l'indépendance du Maroc, la conférence de Fédala (8 au 29 octobre) rend Tanger au Maroc. Une charte royale maintient la liberté de change et de commerce jusqu’en 1960, année où le gouvernement marocain abolit les avantages fiscaux et où Tanger se retrouve avec un statut identique à celui des autres villes du Royaume. Afin d'éviter une fuite importante des capitaux, le port de Tanger est doté d'une zone franche.
La ville connaît en 2015 la révolte dite des bougies, qui eut lieu pour protester contre le prix et le manque de qualité des services d’Amendis, l’entreprise française à laquelle le Maroc a confié la sous-traitance de l’eau dans cette région.

Histoire de Tanger
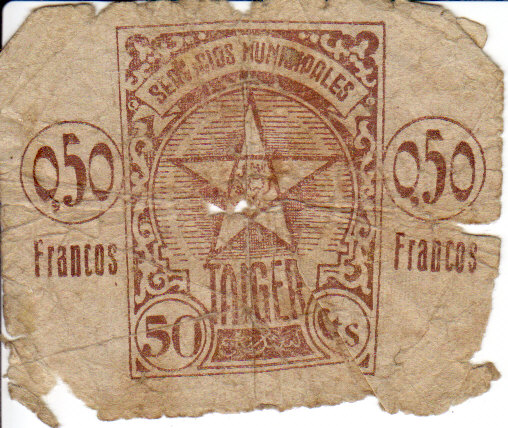
Coupure de 50 centimes.
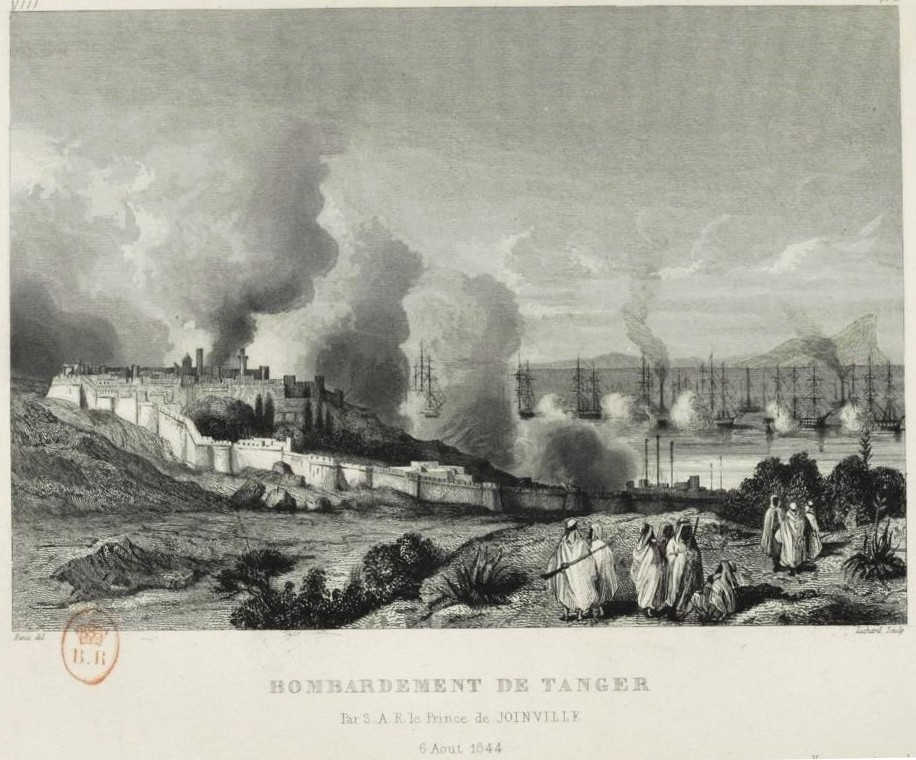
Bombardement de Tanger en août 1844 par la flotte française.
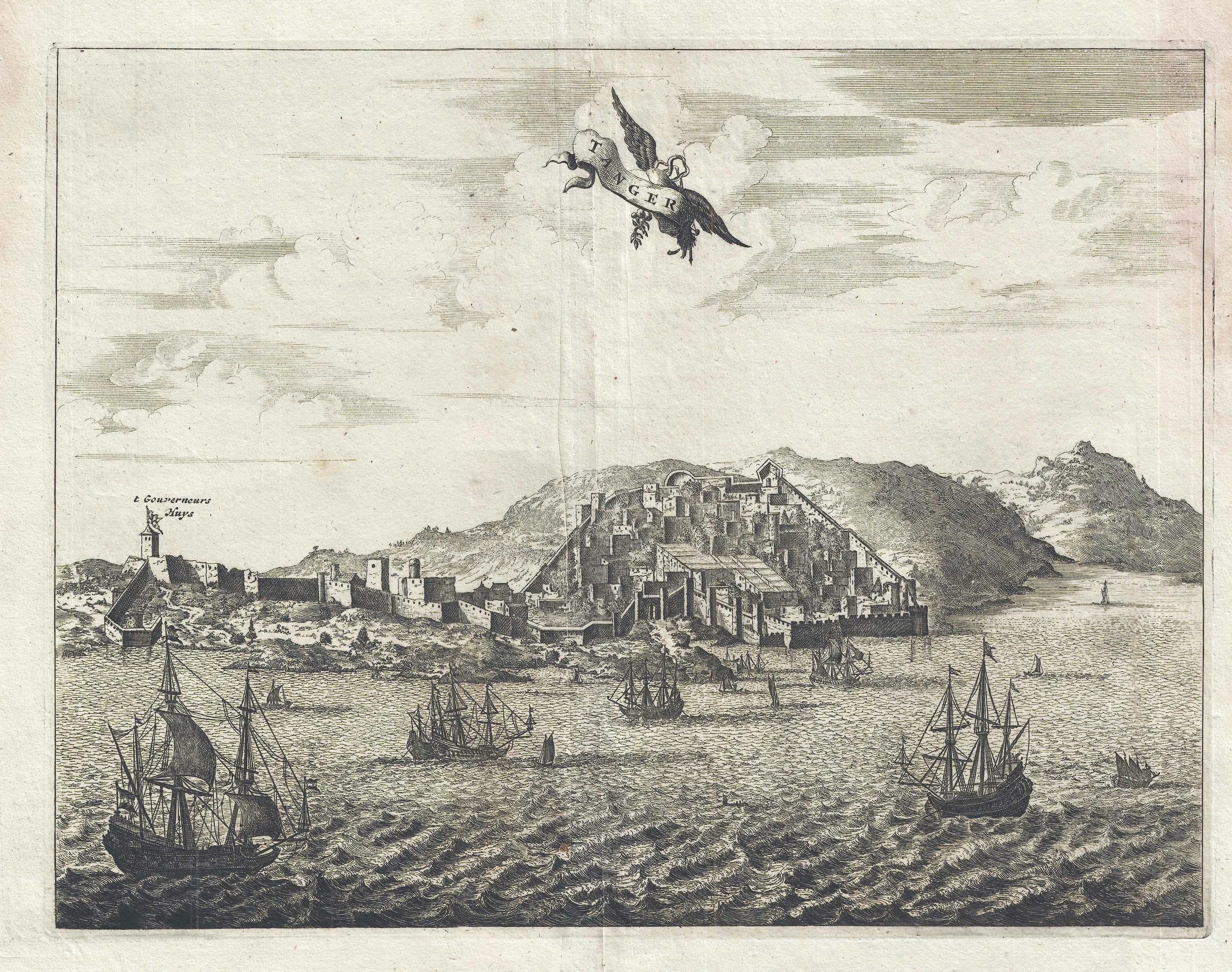
Vue pimpante de Tanger en 1686

### Chronologie
| Date                 | Événement historique |
| -------------------- | --- |
| IXe siècle av. J.-C. | Arrivée des Phéniciens sur le site de Tanger. |
| IVe siècle av. J.-C. | Passage de la ville sous contrôle carthaginois |
| IIe siècle av. J.-C. | Ville importante du royaume de Maurétanie |
| 42                   | Arrivée des Romains. Capitale de la province romaine de Maurétanie tingitane. Ils quittent la région à la fin du IIIe siècle. |
| 429                  | Les Vandales franchissent le détroit de Gibraltar mais ils n'occupent pas la Maurétanie tingitane et se dirigent plutôt vers l'Afrique proconsulaire                                                                                  |
| 534                  | Conquête de Tanger par les Byzantins commandés par Bélisaire. |
| 621                  | Conquête de Tanger par les Wisigoths menés par leur roi Sisebut. |
| 706                  | Moussa Ibn Noçaïr s'installe avec ses troupes omeyyades à Tanger. |
| 711                  | Tariq ibn Ziyad, à partir de Tanger, se lance à la conquête de l'Espagne. |
| 741                  | Les Omeyyades sont expulsés. Leurs élites massacrées. Damas perd la région mais garde la péninsule Ibérique et le reste de l'Afrique du Nord. Cet évenement prélude la fondation de la 1re dynastie marocaine en 789: les Idrissides. |
| 1437                 | Première tentative portugaise pour s'emparer de la ville. |
| 1458                 | Deuxième tentative portugaise pour s'emparer de la ville. |
| 1464                 | Troisième tentative portugaise pour s'emparer de la ville. |
| 1471                 | Les Portugais s'emparent de Tanger. |
| 1492                 | Un grand nombre d'Andalous musulmans et juifs sont chassés d'Espagne et du Portugal. Ils transitent par Tanger et beaucoup d'entre eux y restent ou s'installent dans les régions voisines.                                           |
| 1580                 | Tanger passe, avec le Portugal, sous domination espagnole. |
| 1640                 | Tanger redevient portugaise, lors de l'indépendance du Portugal. |
| 1661                 | Catherine de Bragance apporte, dans sa dot, Tanger à Charles II d'Angleterre. La ville passe sous contrôle anglais. |
| 1673                 | Les Anglais fortifient la ville pour résister aux attaques du seigneur de guerre Khadir Ghaïlan. |
| 1678                 | Le sultan Moulay Ismaïl entreprend le siège de la Ville. |
| 1684                 | Les Anglais détruisent les fortifications et abandonnent la ville à Moulay Ismaïl qui reconstruit de nouvelles fortifications faisant de la cité un rempart face au monde extérieur.                                                  |
| 1757-1790            | Règne du sultan Sidi Mohammed ben Abdallah qui, pour protéger ses sujets, entreprend le cantonnement des diplomates occidentaux à Tanger.                                                                                             |
| 1794                 | Création de l'École de la Mission catholique espagnole. |
| 1794                 | Le Consul de France quitte Rabat pour s'installer à Tanger. |
| 1832                 | Eugène Delacroix séjourne à Tanger qui l'émerveille. |
| 6 août 1844          | Bombardement de la ville par le Prince de Joinville sous prétexte de l'asile accordé par le sultan à l'émir algérien Abd el-Kader, puis traité de Tanger.                                                                             |
| 1857                 | Création de la poste britannique. |
| 1864                 | Création de l'école de l'Alliance israélite. |
| 1864                 | Inauguration du phare de cap Spartel, bâti sur ordre du Sultan Mohamed Ben Abderrahman |
| 1865                 | Installation par la France d'une poste nationale d'État. |
| 1880                 | L'Eastern Telegraph Company relie Tanger à Gibraltar par un câble sous-marin. |
| 1883                 | Les Espagnols créent le réseau de téléphone interurbain. |
| 1885                 | Création d'une école française (l'Institution Robinet). |
| 3 octobre 1904       | Signature d'un accord secret, entre l'Espagne et la France, pour délimiter les zones d'influence. Tanger aura un statut particulier.                                                                                                  |
| 31 mars 1905         | Visite diplomatique de Guillaume II qui est reçu par les autorités marocaines à Tanger pour s'opposer aux ambitions secrètes de la France et de l'Espagne sur le Maroc. Le Sultan ne fera pas le déplacement pour le rencontrer.      |
| 7 avril 1906         | La conférence d'Algésiras, détermine les zones d'influence française et espagnole. Tanger aura un statut spécial. |
| 1909                 | Construction d'un collège français pour jeunes filles (futur lycée Saint-Aulaire). |
| 1912-1913            | Construction du palais du Sultan Moulay Abd al-Hafid. |
| 30 mars 1912         | Signature à Fès du traité de protectorat français, par le sultan Moulay Abdelhafid et M. Regnault, ministre plénipotentiaire de France à Tanger.                                                                                      |
| 1913                 | Construction du collège français (futur lycée Regnault). Inauguration par l'Espagne du Théâtre Cervantes. |
| 18 décembre 1923     | Convention de Paris : Tanger sera une zone internationale sous souveraineté du Sultan du Maroc. |
| 14 mai 1924          | Ratification de la convention de Paris. |
| 1er juin 1925        | Entrée en vigueur du statut international de la zone de Tanger. |
| 1930                 | Visite d'un important représentant du mouvement panarabe, l'émir Chakib Arslan |
| 1935                 | Création d'une école marocaine par Abdellah Guennoun. |
| 14 juin 1940         | Occupation de Tanger par les troupes espagnoles. |
| 20 novembre 1940     | Rattachement de la ville à la zone espagnole et expulsion du Mendoub (représentant du Sultan). |
| 17 mars 1941         | Installation du consulat allemand dans la Mendoubia. |
| 2 mai 1944           | Les Espagnols, poussés par les Américains, font partir les Allemands de la Mendoubia. |
| 9 octobre 1945       | Les troupes espagnoles quittent Tanger. |
| 11 octobre 1945      | Un croiseur français ramène le Mendoub à Tanger. |
| 9 avril 1947         | Arrivée du sultan Mohamed Ben Youssef (Mohamed V). |
| 10 avril 1947        | Le sultan Mohamed V prononce le discours de Tanger par lequel, il réclame l'indépendance du Maroc. |
| 7 avril 1956         | Fin du Protectorat espagnol au Maroc. |
| 29 octobre 1956      | Evacuation des troupes internationales de Tanger. |
| 1957                 | Tanger devient la « capitale d'été » du Royaume. |
| 26 août 1957         | Une charte royale stipule le maintien de liberté de changes et de commerce pour la ville de Tanger. |
| 1960                 | Tanger perd son statut particulier, elle est dotée d'une zone franche. |
| Entre 2004 et 2007   | Construction du grand port Tanger Med |
| Entre 2014 et 2018   | Plan « Tanger-Métropole » lancé par le roi Mohammed VI. |

## Économie
Deuxième pôle économique du Maroc après Casablanca, Tanger dispose d’une activité industrielle diversifiée comprenant les industries textiles, chimiques, mécaniques, métallurgiques et navales. La ville compte actuellement quatre zones industrielles, dont deux avec un statut de zone franche : la zone franche de Tanger et la zone franche portuaire. L’infrastructure de Tanger est particulièrement développée, incluant un port qui gère à la fois le flux de marchandises et de passagers (plus d’un million de voyageurs par an) et intègre également un port de plaisance et un port de pêche.

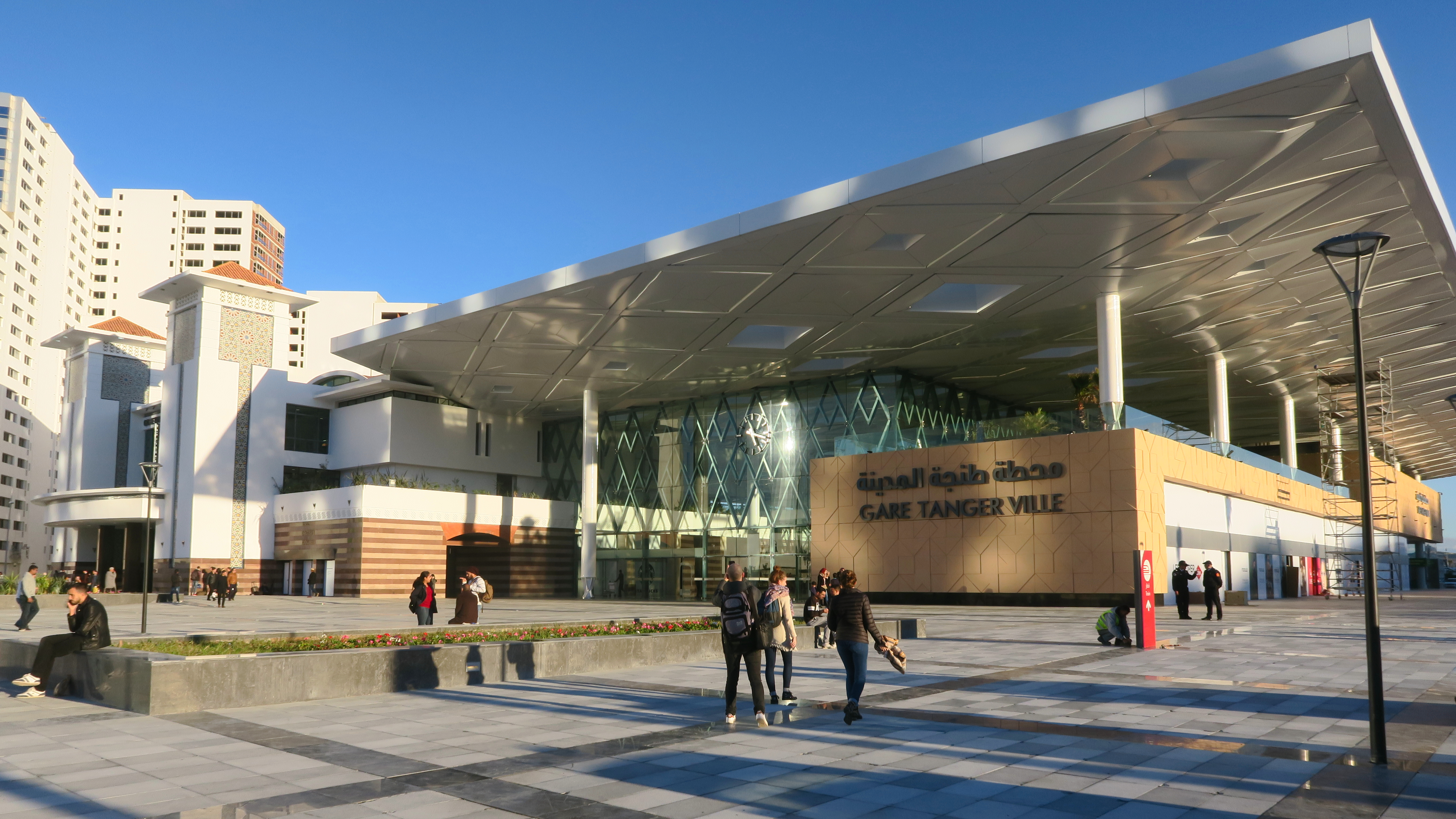
Gare de Tanger-Ville.
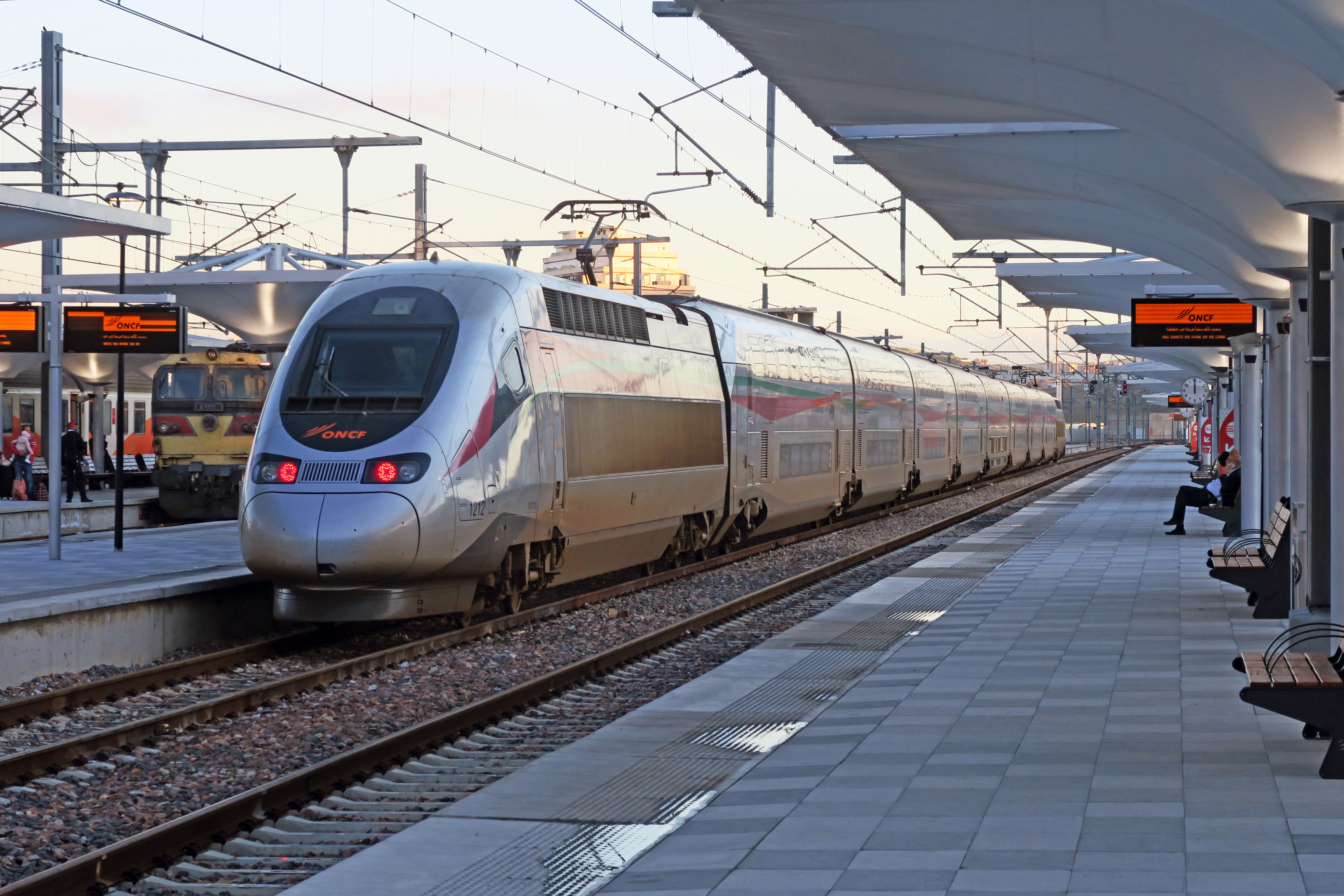
Une rame à grande vitesse Alstom de l'ONCF en gare de Tanger Ville.
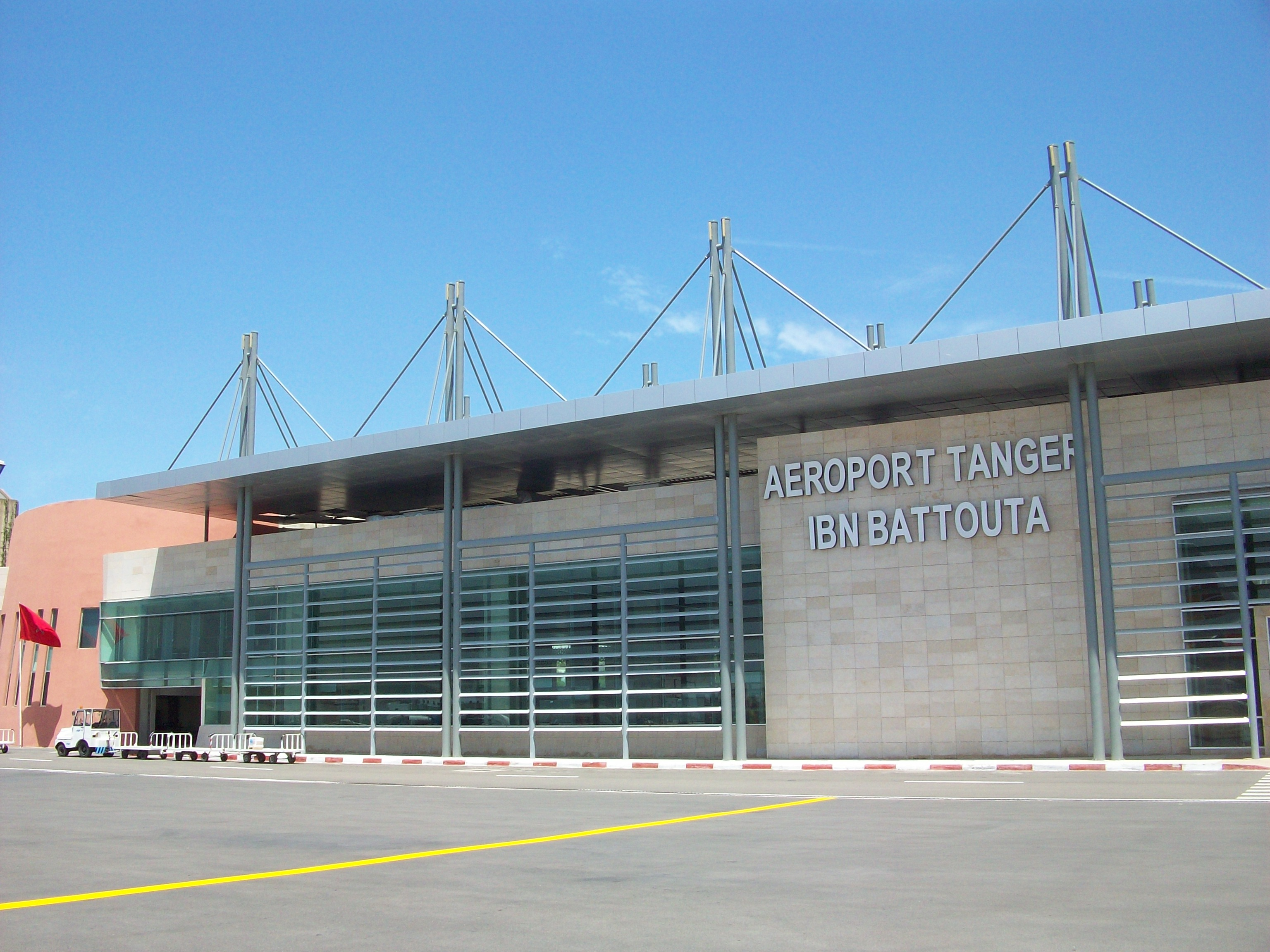
L’aéroport de Tanger-Ibn Battouta.

Le chemin de fer relie Tanger aux villes de Rabat, Casablanca (par une ligne à grande vitesse), et Marrakech au sud, ainsi qu’à Meknès, Fès, et Oujda à l’est.
L'autoroute, opérationnelle depuis 2005, connecte Tanger à Rabat et aux autres grandes villes marocaines. L’aéroport de Tanger-Ibn Battouta se trouve à Boukhalef, à 15 kilomètres au sud-ouest du centre-ville, avec une capacité récemment augmentée à 1,5 million de passagers par an. Sa capacité sera portée à 3,2 millions de passagers par an avec l'inauguration du Terminal 3
Des lignes régulières de ferrys relient Tanger à Algésiras, Tarifa, et Barcelone en Espagne, ainsi qu’à Sète, Marseille en France, et Gênes en Italie.
Station balnéaire d’importance, Tanger offre une infrastructure touristique variée, avec des hôtels et autres services, une longue plage de plus de 7 km, et une médina (ville ancienne) où le commerce artisanal est florissant, proposant notamment des articles en maroquinerie, bois, argent, vêtements traditionnels, et chaussures.
Avec l'ouverture du port Tanger Med, la ville se positionne comme un carrefour du commerce maritime international. Depuis mai 2010, la majorité du trafic maritime est transférée vers le port de Tanger Méditerranée (Tanger Med), situé à environ quarante kilomètres à l'est de Tanger. Le port de Tanger Ville, orienté vers le tourisme, se trouve en face de la Kasbah.
Les années 2007 et 2008 furent marquées par l'achèvement de nombreux projets majeurs, notamment le deuxième port Tanger Méditerranée et ses zones industrielles, le Stade Ibn-Batouta de 45 000 places, un centre d'affaires, des installations touristiques, l’aménagement du centre-ville et la création de nouvelles lignes autoroutières et ferroviaires. La ligne LGV Tanger-Casablanca a été conçue pour réduire le temps de trajet vers Casablanca, capitale économique du pays.
La LGV Tanger-Casablanca, inaugurée le 15 novembre 2018, relie désormais Tanger à Casablanca (350 kilomètres) en passant par Rabat en seulement 1 h 30 au lieu de 5 h 30 auparavant.
Enfin, l'agriculture dans la région de Tanger est principalement céréalière, répondant aux besoins du secteur tertiaire.

### Grands travaux

#### Centre Hospitalier Universitaire (CHU)
La ville de Tanger connaitra bientôt l'ouverture du plus grand Centre Hospitalier Universitaire (CHU) d'Afrique du Nord.
Les travaux de construction sont en cours, et presque terminés.
L’établissement sera doté d’une capacité de 865 lits et pourrait être livré avant la fin du mois d’octobre 2020.

#### Port

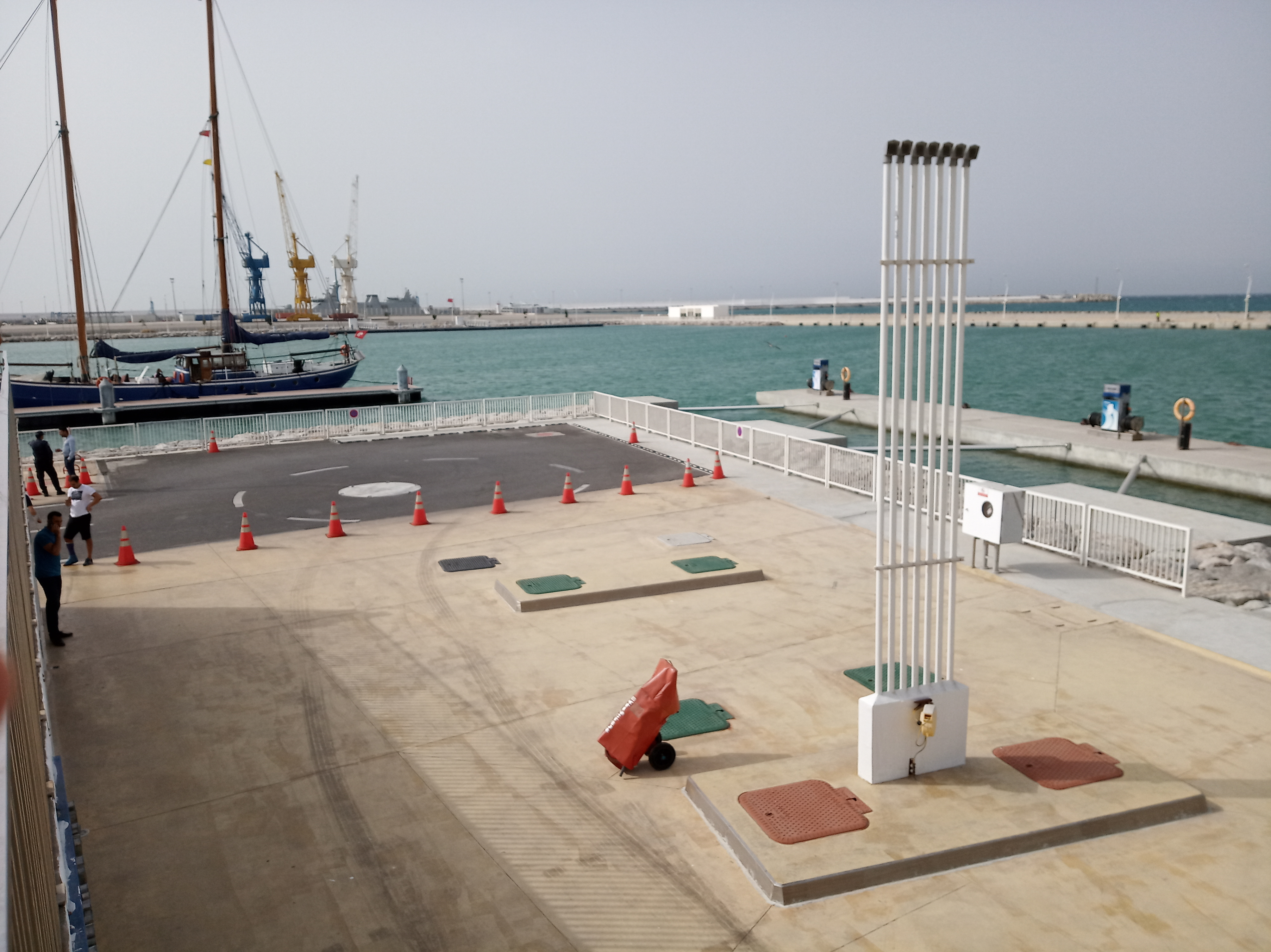
Nouveaux appontements de la marina.

Un nouveau terminal du port en eau profonde accueille les ferries depuis le second trimestre 2009. Saipem SA et Bouygues Construction, au travers de ses filiales (Bymaro - Bouygues Maroc), réalisent deux digues de 1 230 mètres de long chacune, huit postes d'appontement pour les ferries ainsi qu'une plate-forme logistique de 42 hectares.
Tanger est depuis longtemps une terre d'accueil pour de nombreux artistes et intellectuels. Henri Matisse et avant lui Eugène Delacroix y réalisent des œuvres célèbres. Le second évoque son passage dans cette ville, lors de son Voyage en Afrique du Nord, dans son carnet de voyage illustré Album du Maroc. L'écrivain américain Paul Bowles l'a nommée « Dream City ».
- Musée d'Al Kasbah
- Cinémathèque de Tanger
- Grottes d'Hercule (Tanger)
- Grand Socco (en)
- Tanger Marina Bay

Tanger est l'une des villes dans lesquelles ont été tournées des séquences des films La Vengeance dans la peau, de Paul Greengrass, Inception de Christopher Nolan, Only Lovers Left Alive de Jim Jarmusch.
Le Festival national du film s'y est déroulé lors de sa quatrième édition, en 1995 et y a systématiquement lieu depuis sa huitième édition, en 2005.

## Politique, administration, et gestion

### Arrondissements locaux
La commune de Tanger est divisée en 4 arrondissements locaux :
1. Bni Makada ;
2. Charf-Mghogha ;
3. Charf-Souani ;
4. Tanger-Médina.

### Élus
La liste complète des élus du conseil communal est disponible sur le portail elections.ma ou sur le site de la commune.
Depuis les élections de 2021, le Maire de Tanger est Monsieur Mounir Laymouri (منير ليموري).
| Période           | Maire de Tanger           | Parti |
| ----------------- | ------------------------- | ----- |
| 2010-2015         | Fouad El Omari            | PAM   |
| 2015-2021         | Mohamed Bachir Abdellaoui | PJD   |
| 2021- en fonction | Mounir Laymour            | PAM   |

## Urbanisme

### Grandes avenues et boulevards
Les grandes avenues sont :
- le boulevard Pasteur ;
- le boulevard Mohammed-V ;
- le boulevard Anfa ;
- le boulevard Mohammed-VI ;
- le boulevard Hassan II ;
- le boulevard des F.A.R.

### Quartiers
- Callens
- M'sallah
- Aazib Haj Kadour
- Ain Ktiouet
- Al Aouama
- Al Hafa
- Ancienne Medina
- Ancienne Route de l'Aéroport
- Ben Dibane
- Branesse
- Castilla
- Centre-Ville
- Collegio Internado
- Complexe Hassani
- Dar Baroud
- Dradeb
- Residence Zemouri
- Gare de Tanger
- Gzenaya
- Haoumat Bni Yder
- Hay Jadid
- Houmat Espagnol
- Jamaa Moukraa
- Jbel Lekbir
- Jnan Kabtane
- Khoussafat
- Lalla Chafia
- Lot Boussouf
- Lot Massira
- Lot Saada
- Mahaj Mohammed VI
- Marvil
- Merchane
- Mesnana
- Mester Khouch
- Moujahidine
- Msallah
- Siaghine
- Sidi Bouabid
- Souani
- Souk Dakhel
- Tanja Balia
- Val Fleuri
- Bni Makada
- Las Collinas
- Laachiri
- Hay Zaoudia
- Boukhalef

### Monuments et sites d'intérêt
- Arènes de Tanger
- M'nar Park
- Palais de la Kasbah
- Jardins de la Mendoubia
- Légation américaine
- Fondation pour la photographie Tanger
- Maison Jnan Kaptan
- Fondation Lorin
- Tombeaux phéniciens
- Palais Akkaboune
- Prison du Mechouar
- Café Hafa
- Théâtre Cervantes (1913)
- Mausolée Ibn Battûta
- Grottes d'Hercule
- Villa Muniria (es)

## Borjs et fortifications
- Borj Ben Amar
- Borj en-Na'am
- Irish Tower ou tour des Irlandais
- York Castle
- Borj de Dar Baroud
- Borj es-Salam
- Borj ech-Charrat
- Borj eikhl Hajoui
- Borj Bou'Ameir
- Borj Mérinide de Batata

### Portes historiques
- Bab Fahs
- Bab Fendak Zraa
- Bab Kasbah
- Bab Marsa
- Bab Dar Dbagh
- Bab er-Raha ou Bab el-Bhar
- Bab Haha (Qasbah)
- Bab el-Asa (Qasbah)
- Bab el-Plaza (Place du 9 avril)
- Bab et-Tourkia ou Bab Am et-Tourkia
- Bab ed-Drouj (donnant sur les escaliers américains et Bar ed-Dbagh)

### Galerie d'images

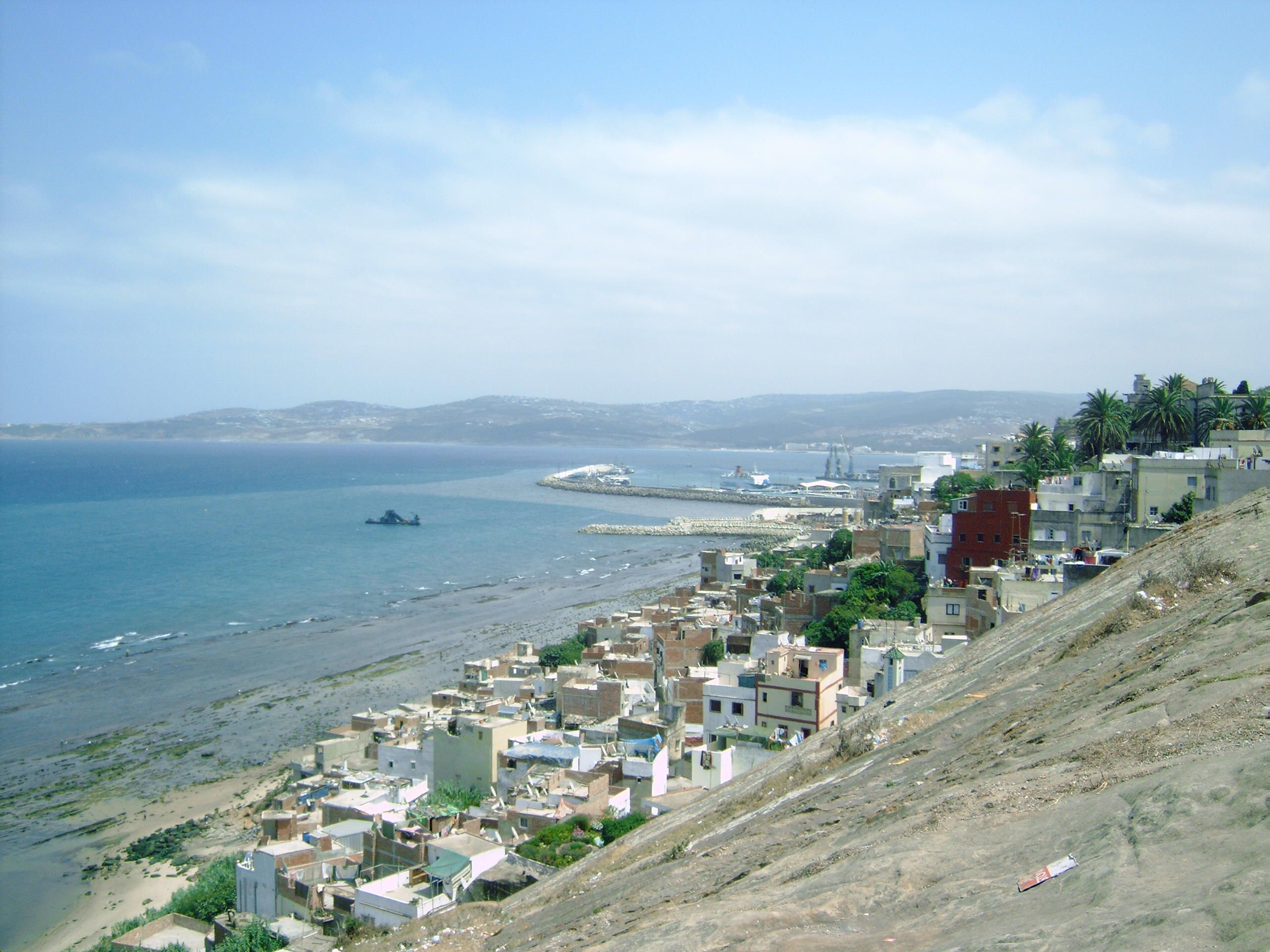
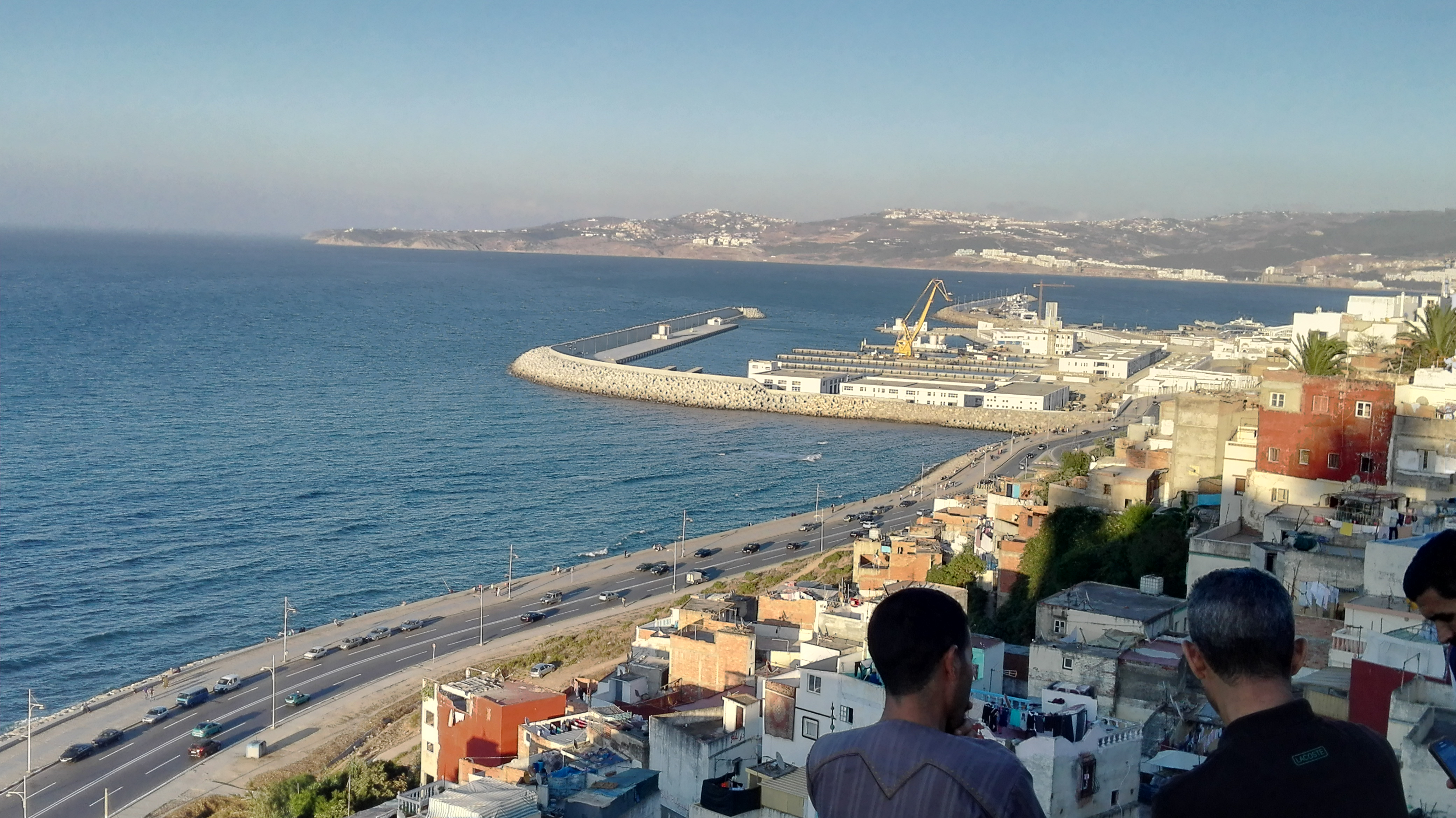
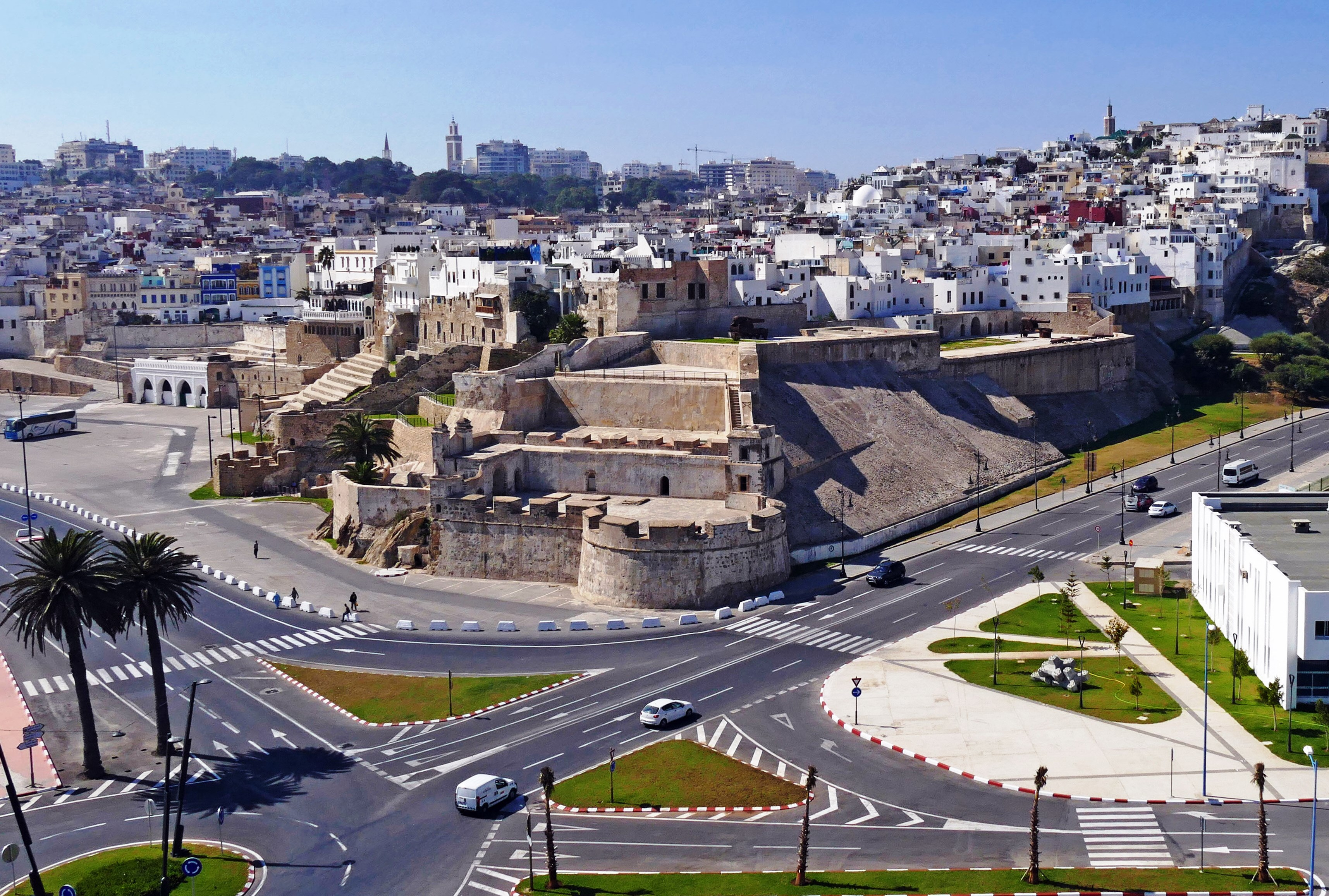
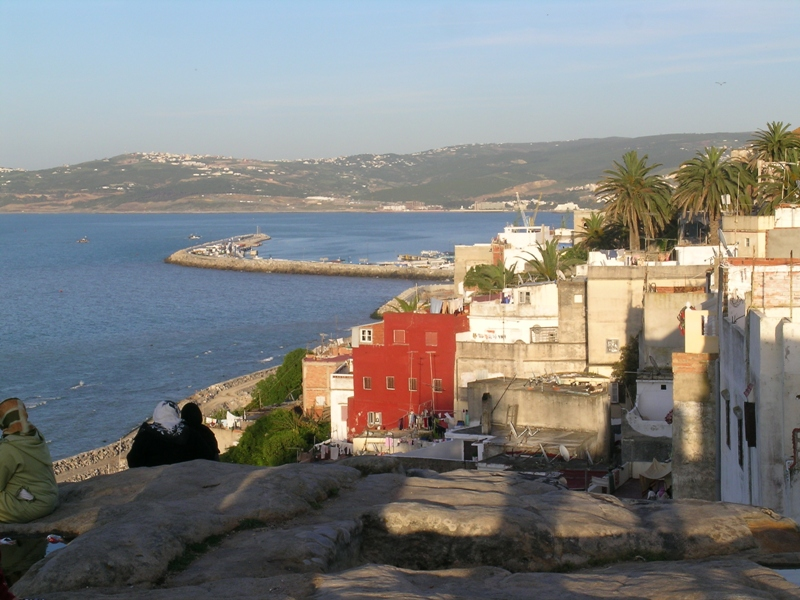
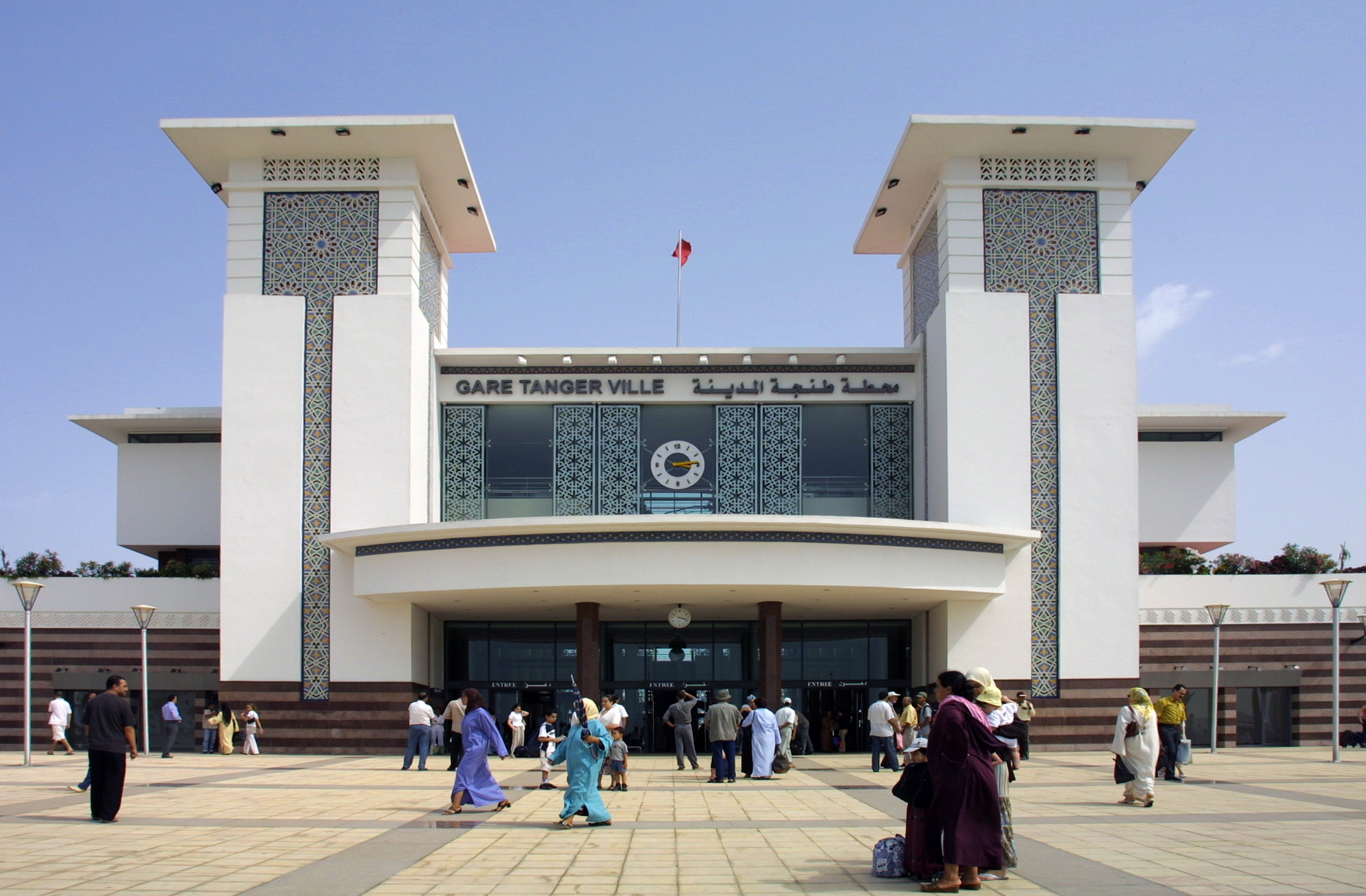
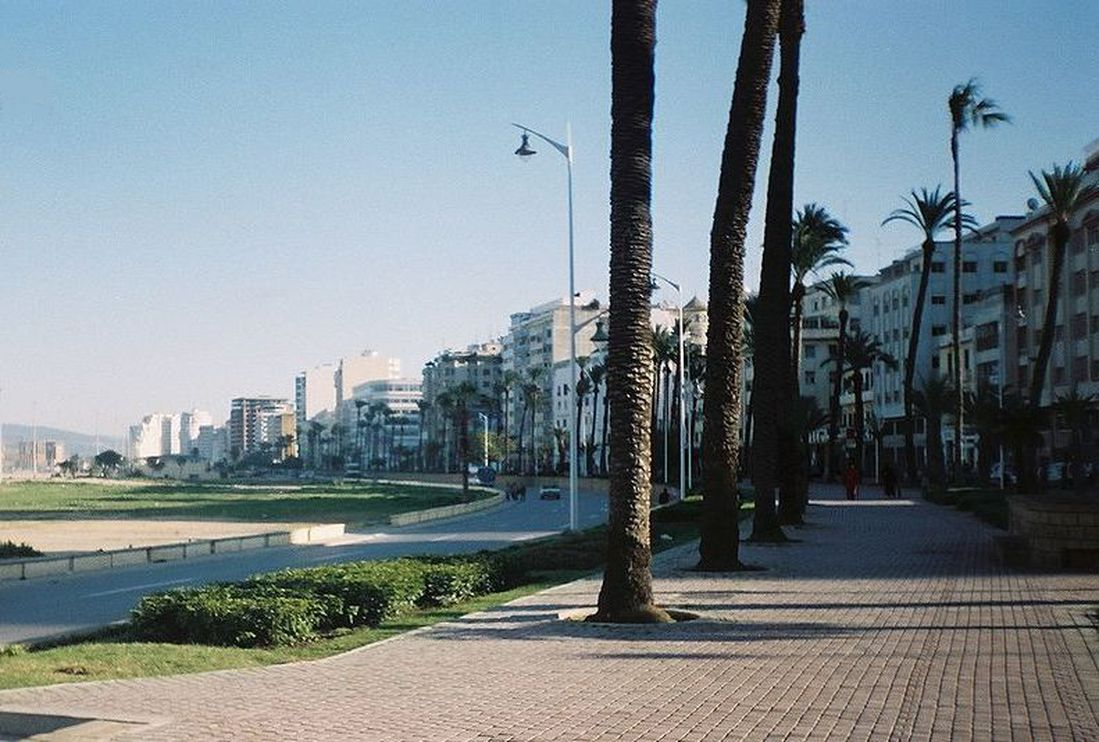
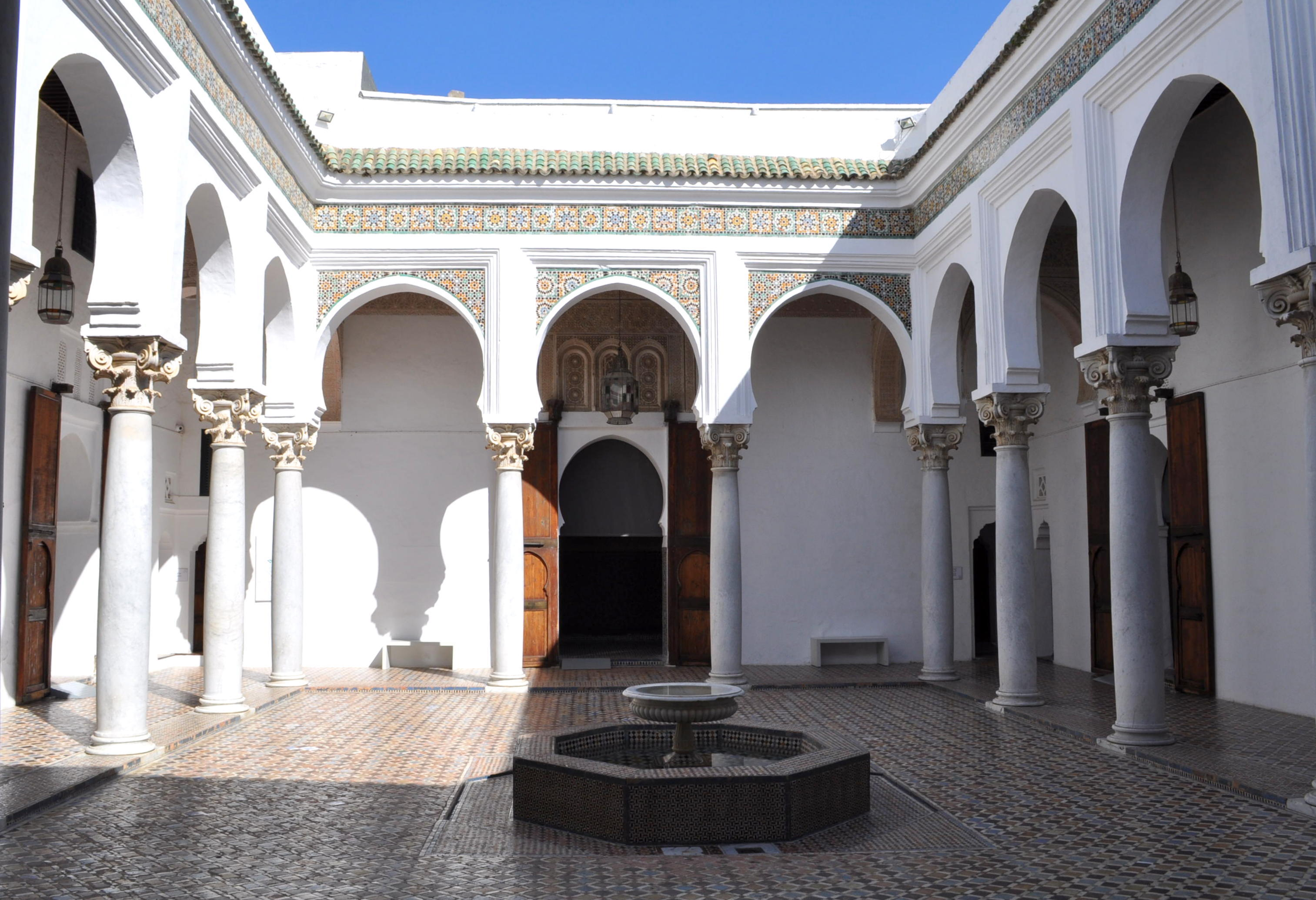
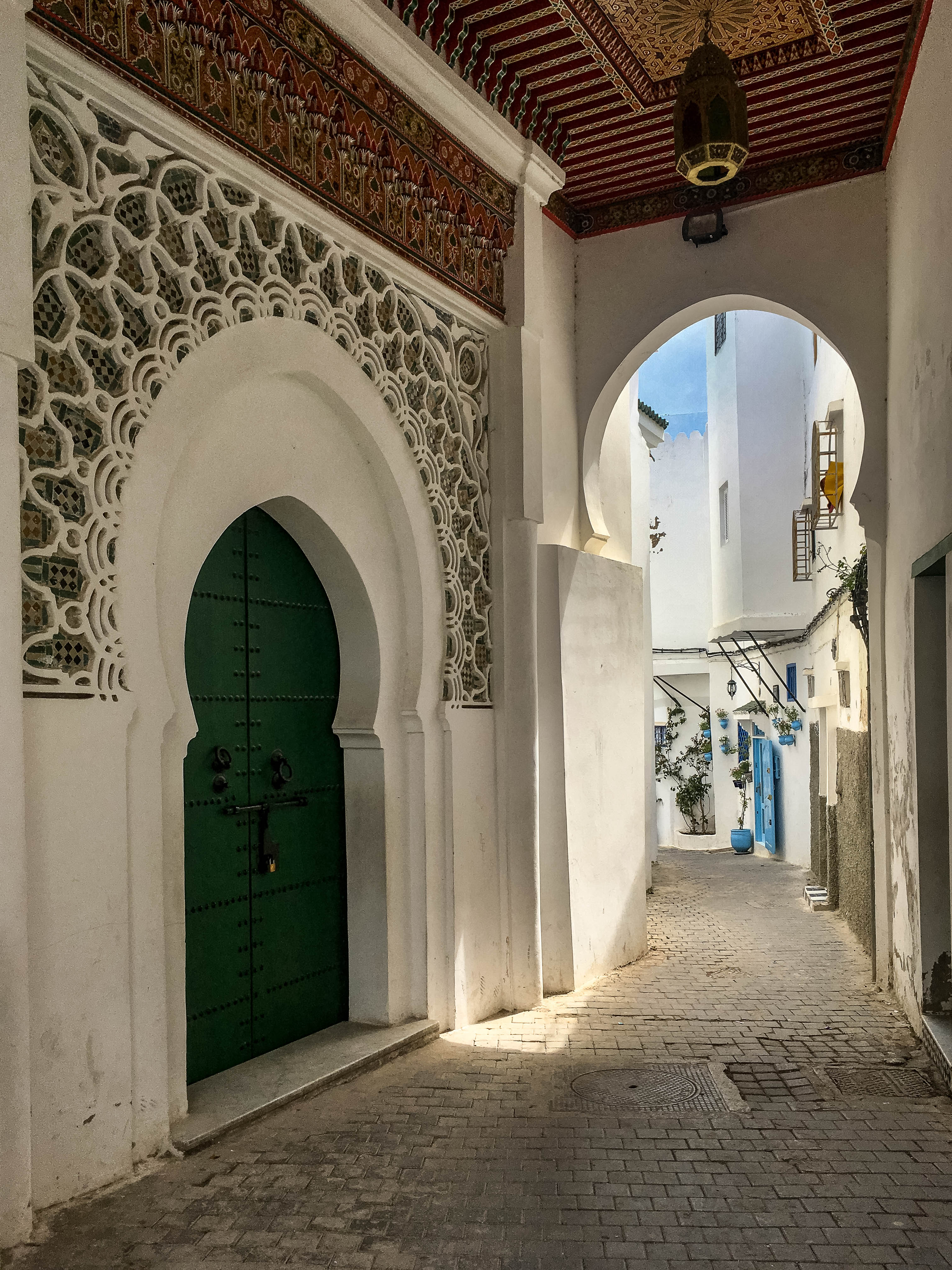
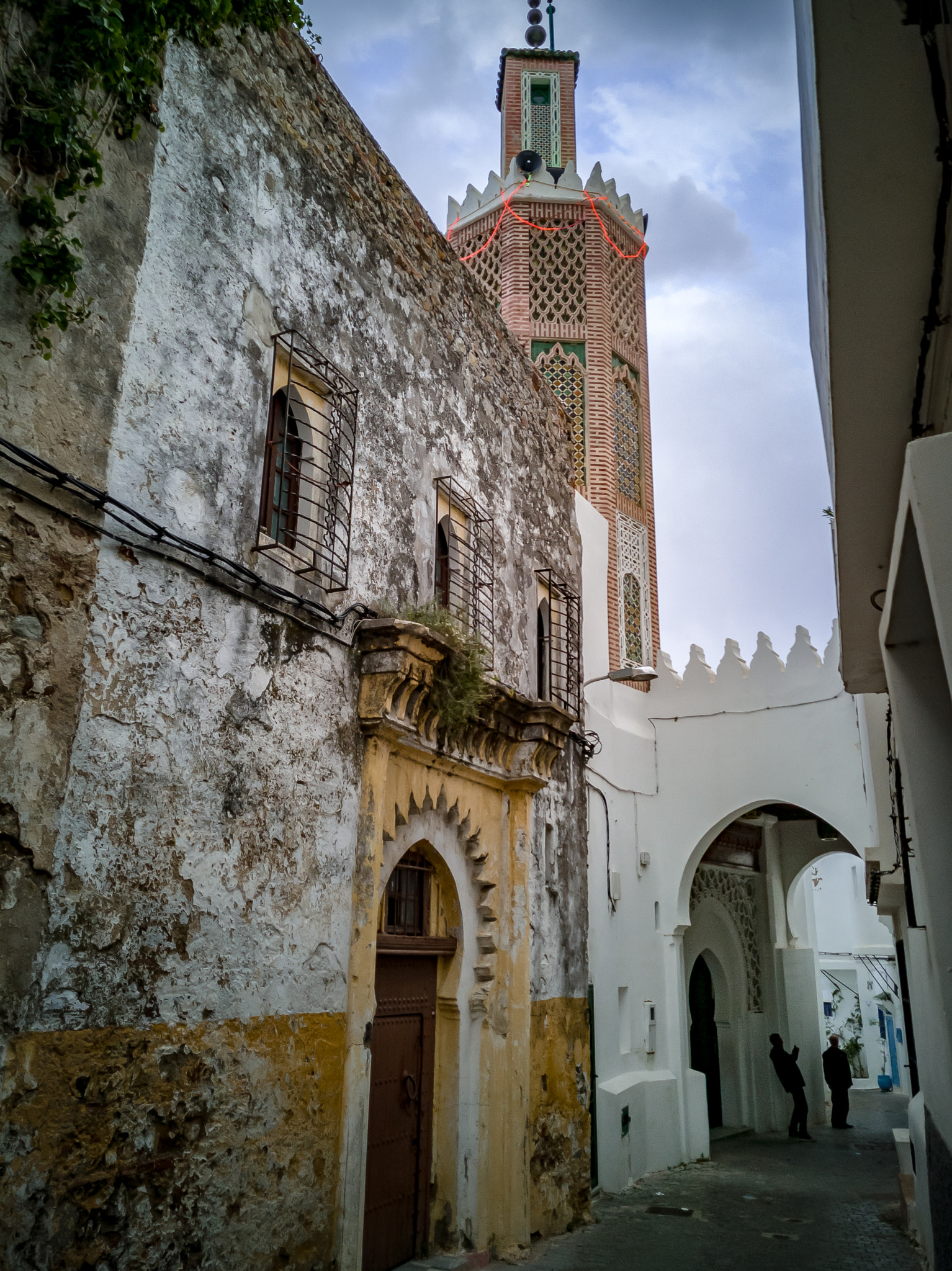
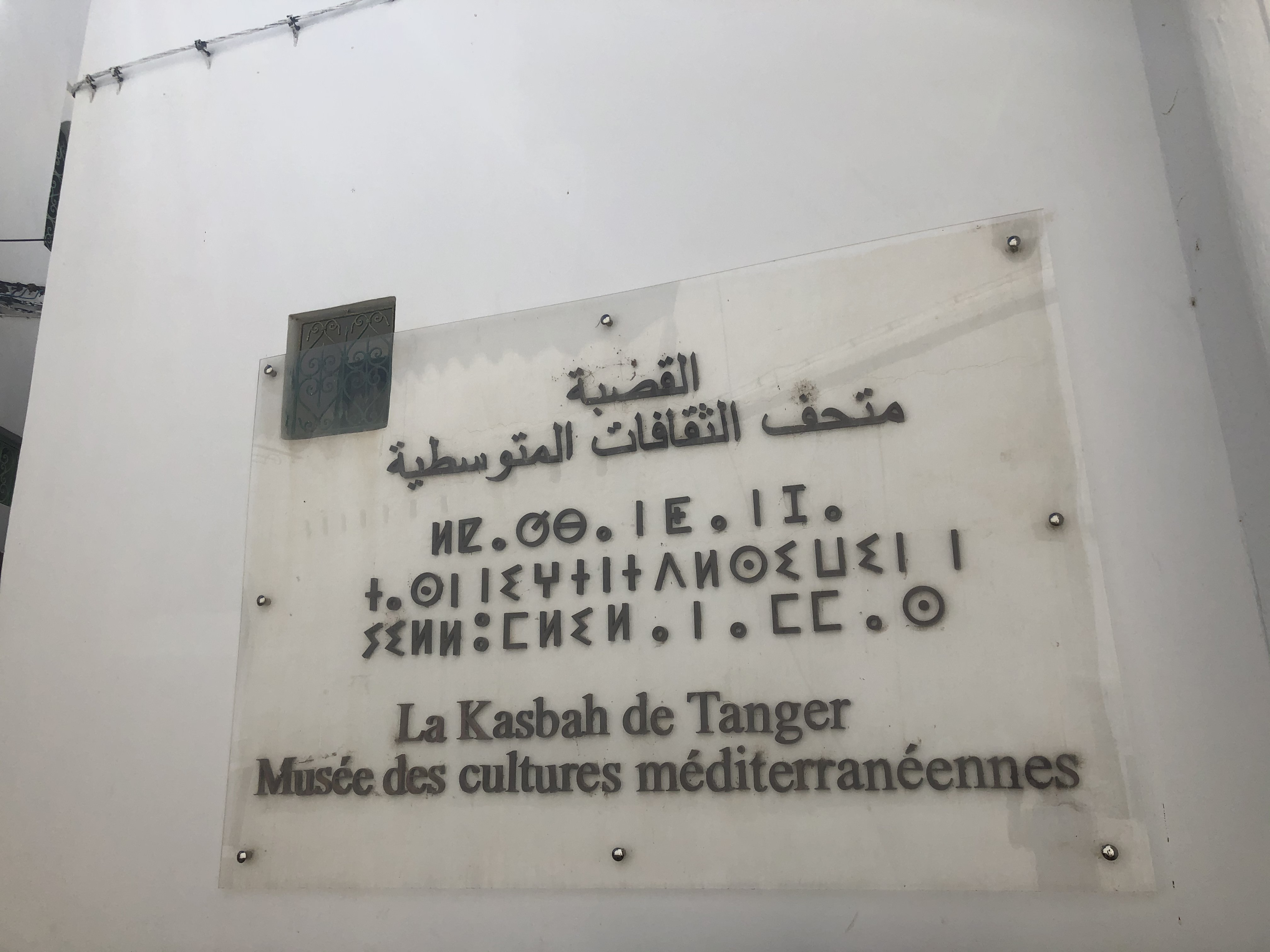
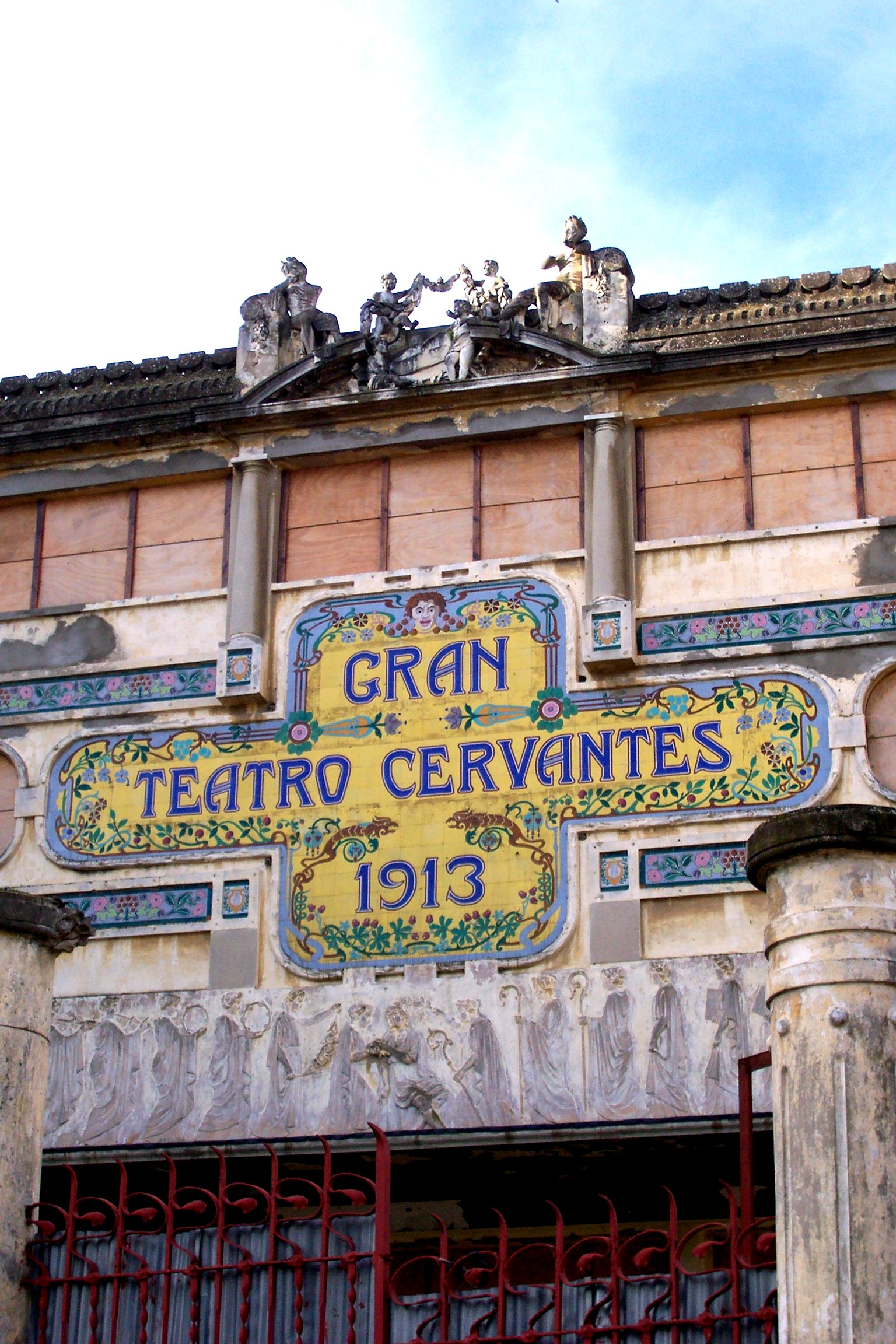
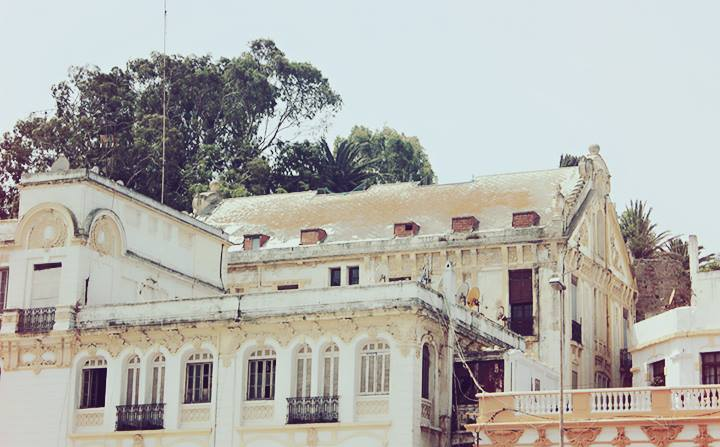
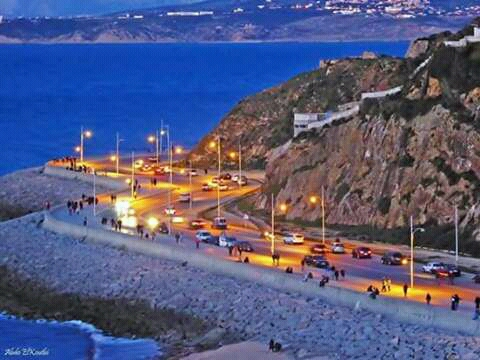
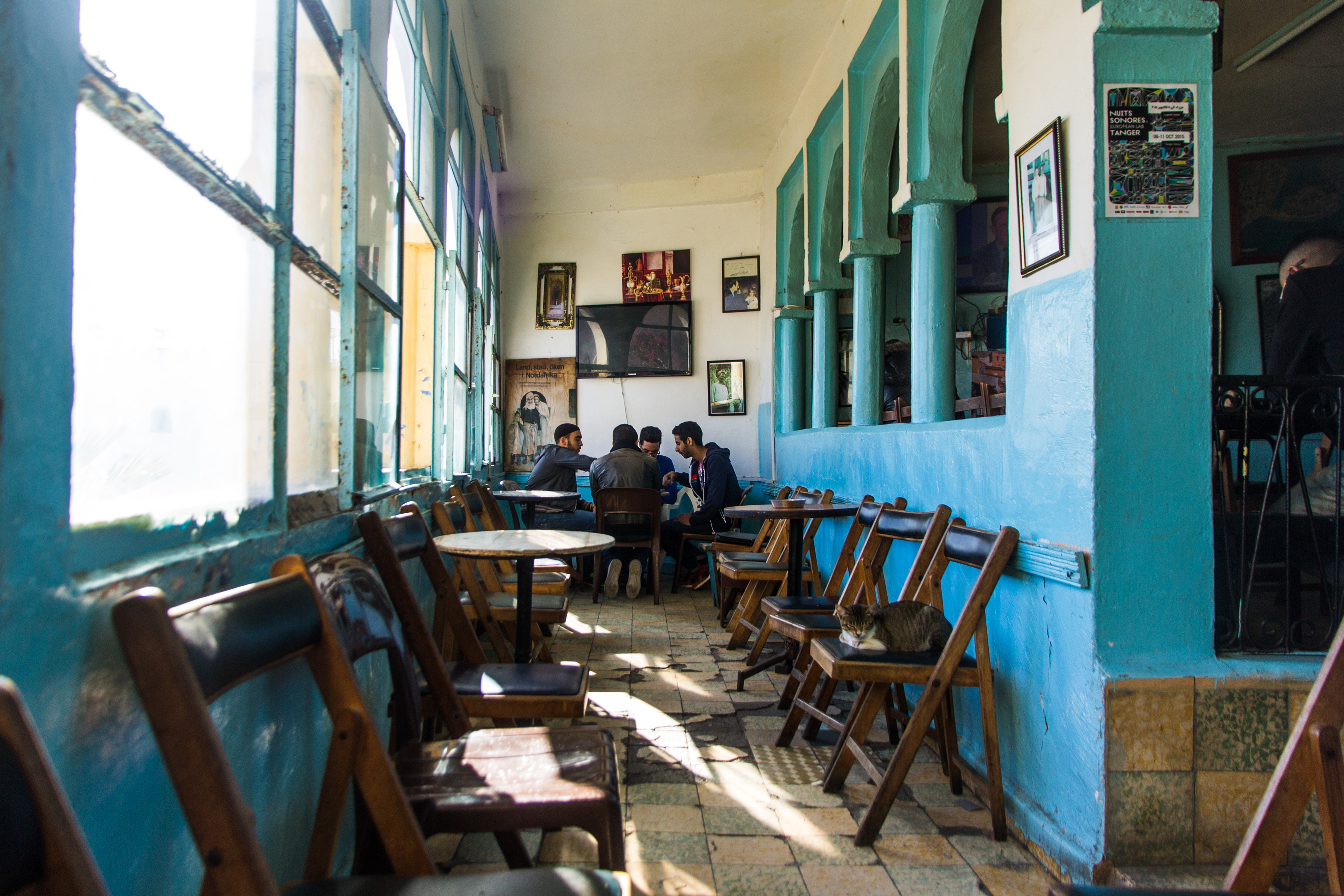
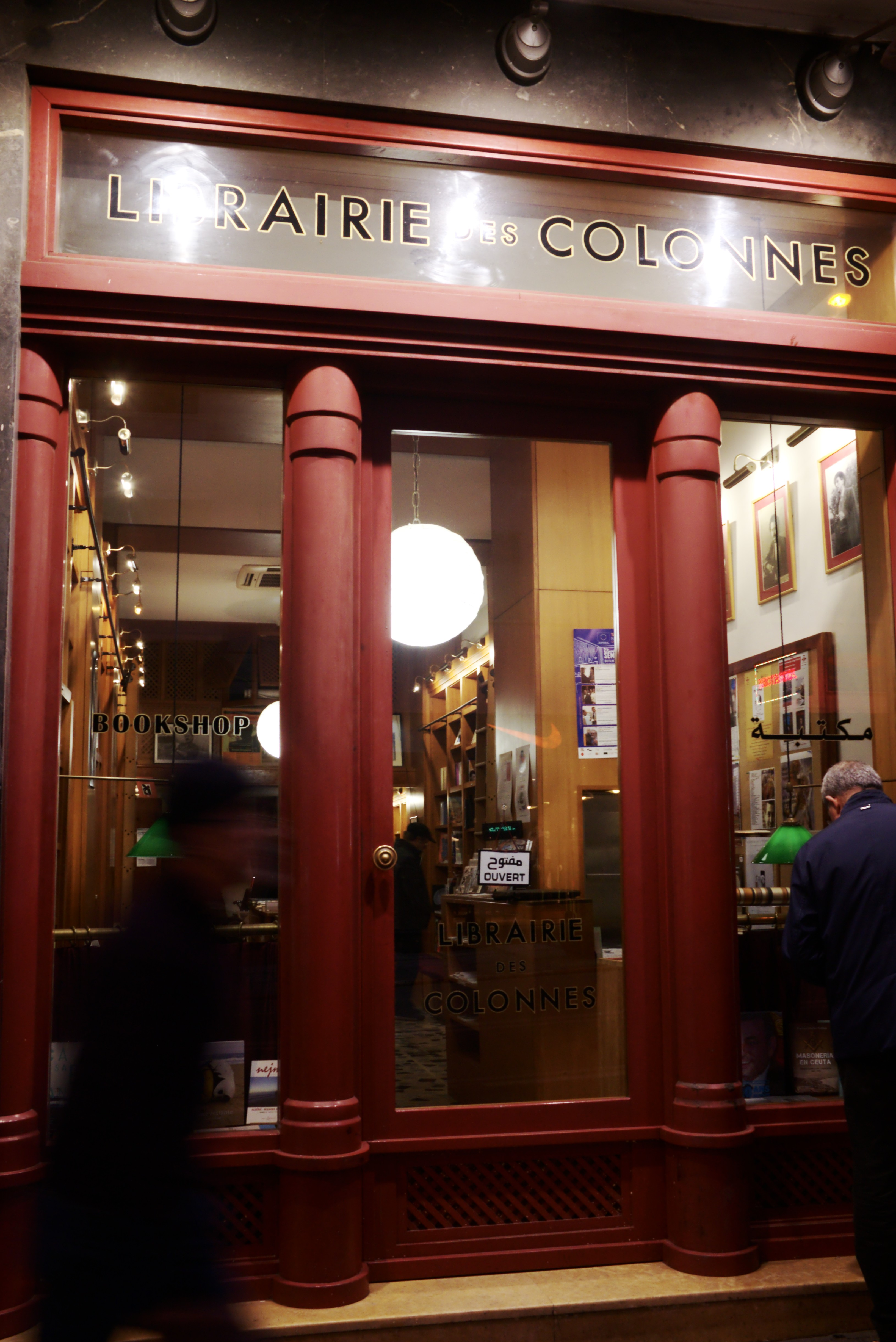
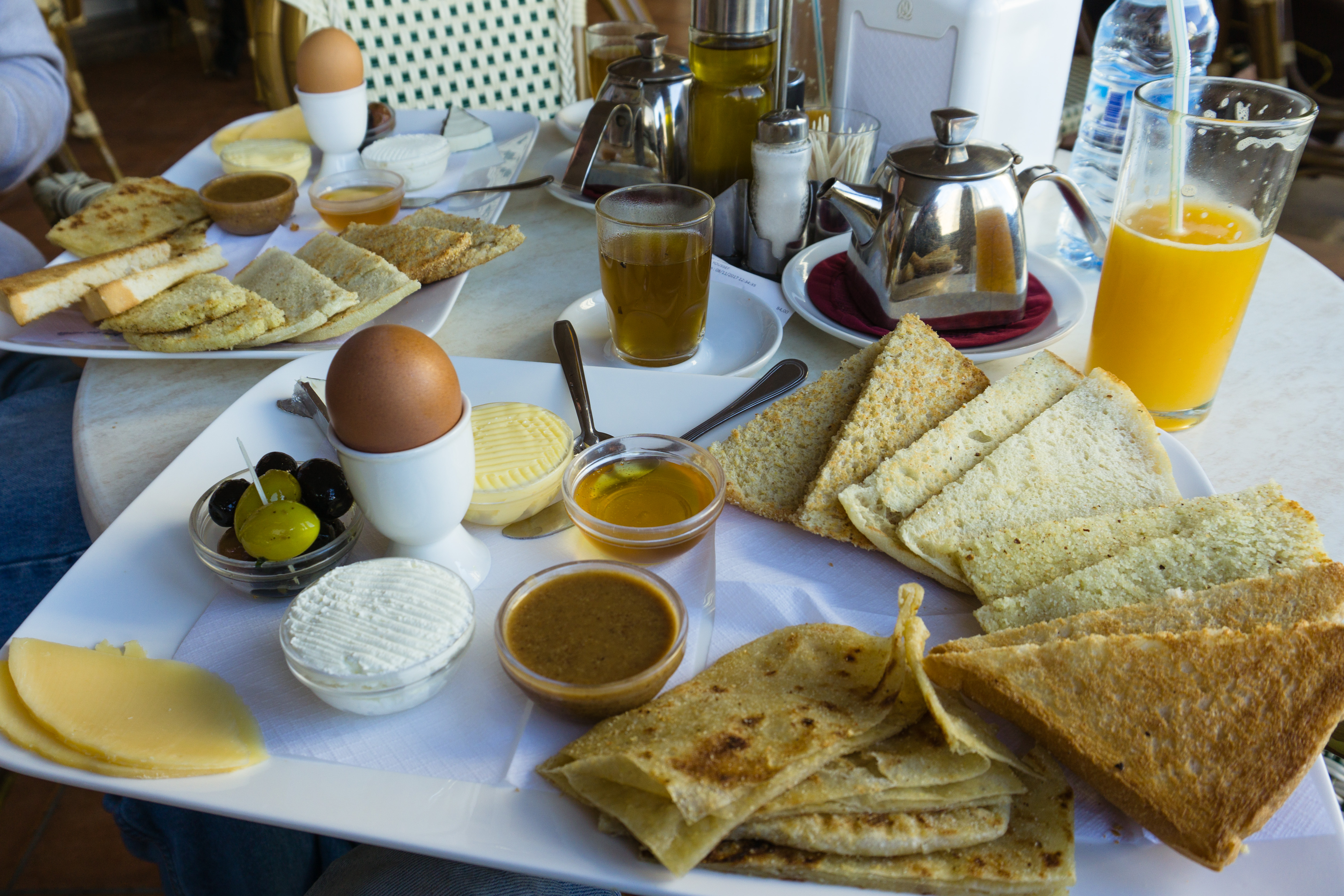
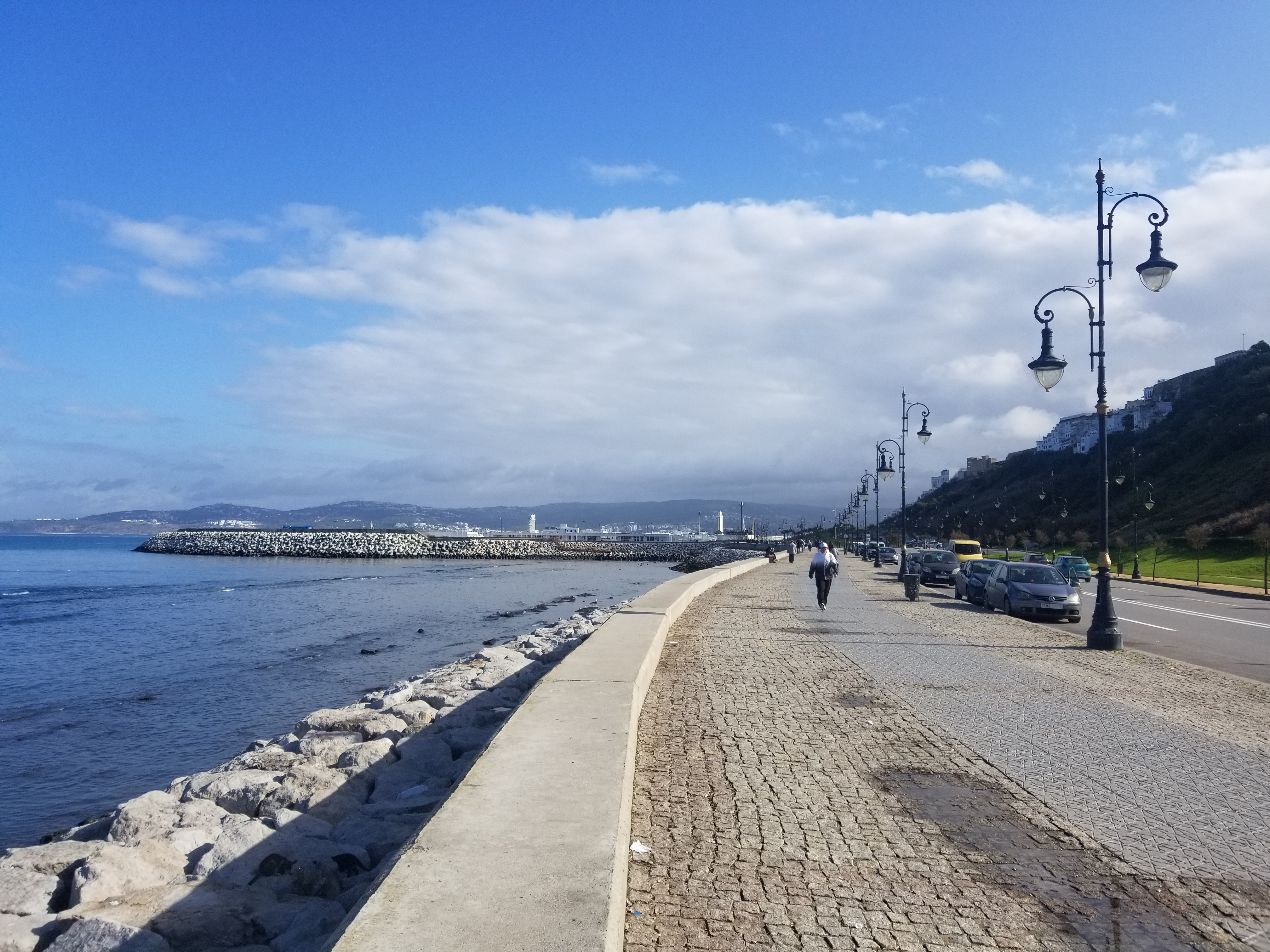
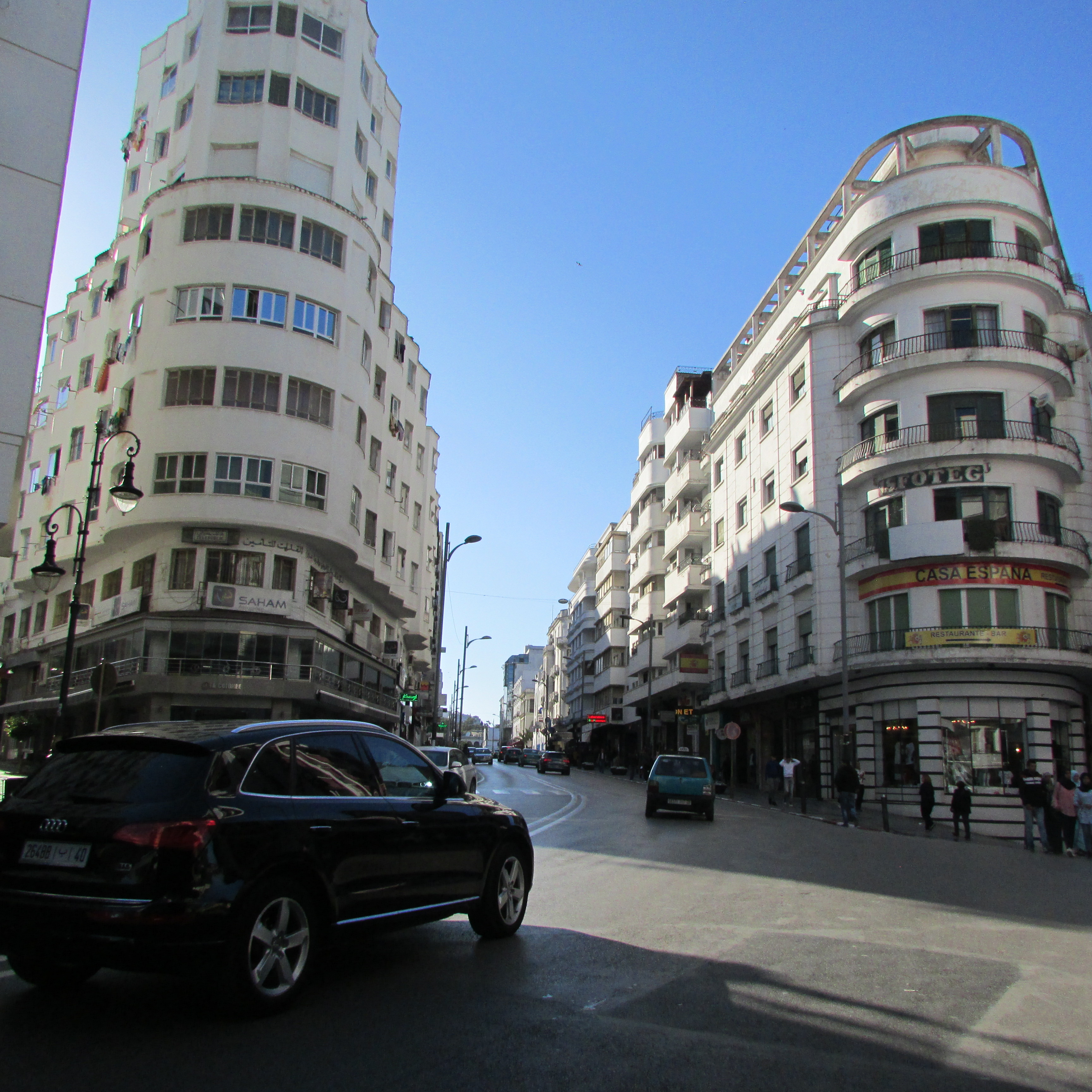
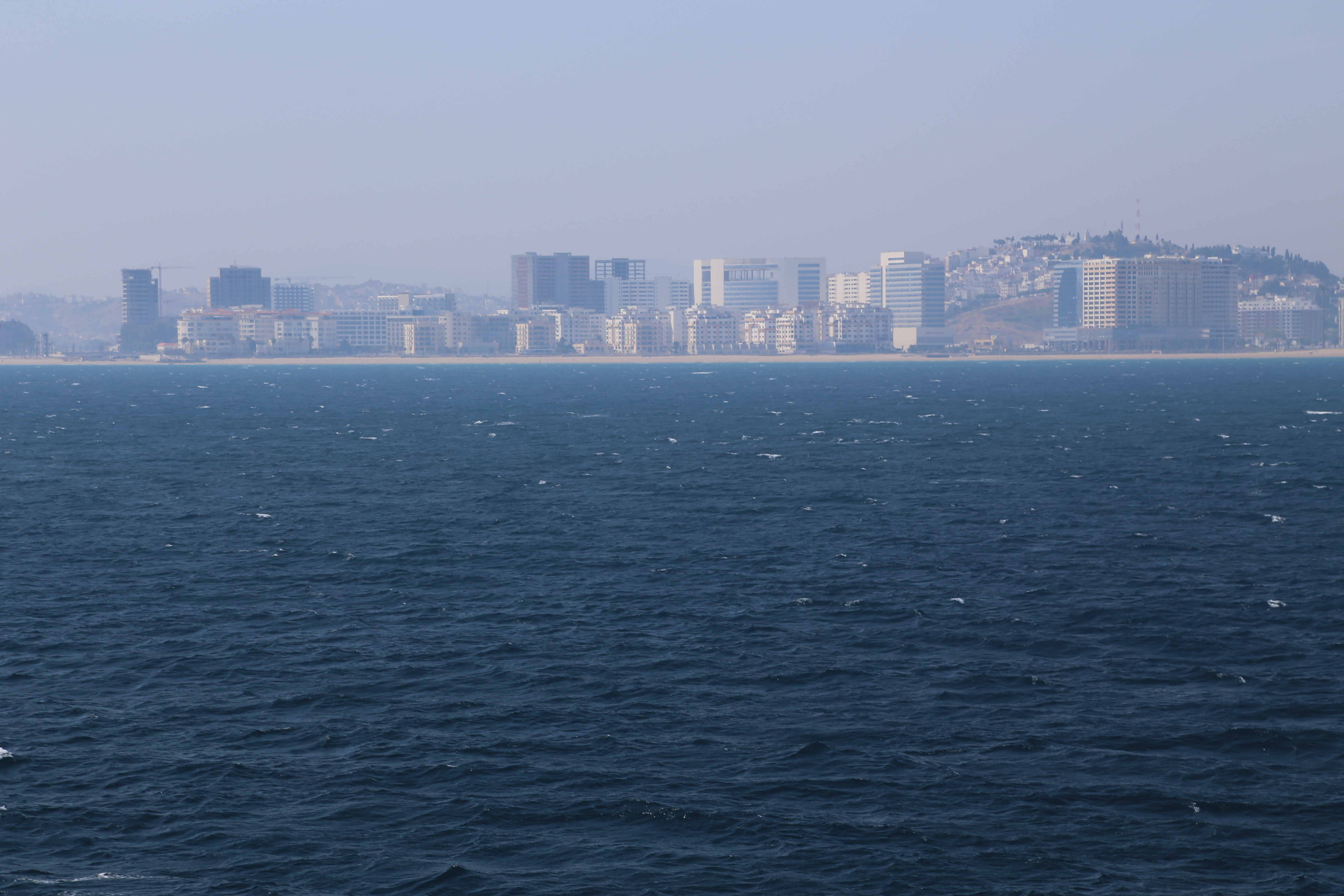

## Jumelages
- Beaugency (France)
- Faro (Portugal) depuis 1954
- Cadix (Espagne)
- Saint-Josse-ten-Noode (Belgique)
- Liège (Belgique) depuis 2006
- Moulins (France)
- Metz (France)
- Sétif (Algérie)
- Saint-Denis de la Réunion (France)
- Bizerte (Tunisie) depuis 1976
- Casablanca (Maroc) depuis 2004
- Malaga (Espagne) depuis 2010
- Rio de Janeiro (Brésil)
- Santiago du Chili (Chili)
- Gibraltar (Royaume-Uni)

## Personnalités liées à la commune

### LaBeat Generation
Paul Bowles est l'auteur américano-tangérois par excellence. Arrivé après la Seconde Guerre mondiale, il était un point de ralliement entre les auteurs et personnalités marocaines (Mohamed Choukri, Ahmed Yacoubi (en)), américaines (Gertrude Stein, Tennessee Williams ou Francis Bacon), tout en gardant ses distances avec la Beat Generation qu'il ne fréquentait que peu, voire pas du tout avant 1956.
Attirant dans son sillage, en 1953, William S. Burroughs, Allen Ginsberg et Jack Kerouac deviennent des habitués de la ville du Détroit faisant la réputation sulfureuse de cette ville de romanciers expatriés. Ceux qui deviendront les noms emblématiques de la Beat Generation, trouvent dans la ville de quoi nourrir leur dégoût du consumérisme et du puritanisme américains ainsi qu'une dose de liberté incomparable.
C'est à la villa Muniria, un petit hôtel du centre-ville que Burroughs écrit Le Festin nu, son ouvrage le plus connu. Jack Kerouac qui dormait à l'étage supérieur l'a également aidé à publier son livre grâce à Maurice Girodias, éditeur français qu'ils ont rencontré à Tanger grâce aux contacts de Bowles.

### Personnalités publiques
Au fil des siècles, Tanger a attiré de nombreuses personnalités issues de domaines variés, notamment la politique, les arts, la littérature et la religion. Certaines y sont nées, d'autres y ont résidé temporairement ou durablement, contribuant ainsi à l'histoire et au rayonnement culturel de la ville. Parmi ces personnalités figurent notamment :
- Abdelaziz ben Hassan, Sultan du Maroc, mort à Tanger en 1943.
- Marcel le Centurion ou Marcel de Tanger, martyr à Tanger en 298.
- Giuseppe Garibaldi, en exil à la suite des tentatives indépendantistes de 1848 et de la Repubblica Romana, y est accueilli d'octobre 1849 à juin 1850, lorsqu'il part pour New York via Londres. Il habita rue Hassan Ibn Al-Fahrat 35 (nom actuel), longtemps appelée rue Garibaldi.
- George Apperley (1884-1960), peintre britannique qui a vécu à Tanger où il s'est fait construire une maison dénommée villa Apperley.
- Marthe de Chambrun-Ruspoli (princesse), (7 janvier 1899- 3 décembre 1984), écrivaine, égyptologue. Elle a publié L'Épervier divin (Genève, Éd. Mont-Blanc, 1969) et Le Retour du Phénix (Paris, Les Belles Lettres, 1982). Elle était l'épouse du Prince Edmondo Ruspoli et la mère de Mario Ruspoli, réalisateur à la télévision française.
- Abdellah Guennoun, né le 16 septembre 1908 à Fès et mort le 9 juillet 1989 à Tanger, est un des plus grands érudits du XXe siècle au Maroc.
- Henri Matisse (résida à Tanger au printemps 1912, à l'automne 1912 et en février 1913). Il logeait au « Grand Hôtel villa de France ». Il y peignit quelques-unes de ses plus belles toiles : Fenêtre à Tanger, Porte de la Casbah, Vue sur la baie de Tanger.
- Paul Bowles, écrivain américain, né à New York en 1910, mort à Tanger le 18 novembre 1999. Il y écrivit notamment Journal tangérois 1987-1989, Réveillon à Tanger et surtout Un thé au Sahara, son ouvrage le plus connu qui inspira le film du même nom à Bernardo Bertolucci.
- William S. Burroughs, (1914-1997), y a passé quelques années de débauches à partir de 1953[40].
- Claude Cohen-Tannoudji : Physicien français récipiendaire du prix Nobel de physique, dont le patronyme signifie simplement famille Cohen de Tanger.
- Soumaya Akaaboune : Actrice maroco-américaine, née et vit Tanger.
- Ali Yata, né en 1920 à Tanger et mort en 1997 à Casablanca, est un homme politique et dirigeant communiste marocain.
- Abderrahman El Youssoufi ou Abderrahman Youssoufi (arabe : عبد الرحمن اليوسفي), né le 8 mars 1924 à Tanger et décédé le 29 mai 2020 à Casablanca, est un homme d'État marocain. Il fut le Premier ministre du 26e gouvernement du Maroc, appelé gouvernement d’alternance, du 14 mars 1998 au 6 novembre 2002.
- Mohamed Choukri (1935-2003) est l'écrivain tangérois le plus connu de son époque. Dans son roman le plus connu, Le Pain nu, il raconte son quotidien difficile d'enfant des rues dans une langue crue, et sans concessions.
- Tennessee Williams, écrivain américain a vécu à de multiples reprises à Tanger entre le début des années 1950 et 1964. Il était très proche de Mohamed Choukri, Paul Bowles et Jean Genet.
- John Hopkins, écrivain américain, né en 1938 dans le New Jersey. Après des études de sciences politiques à l'université de Princeton, il entreprend une série de voyages à travers le monde, puis s'attarde au Maroc pendant 17 ans.
- Henri Regnault, vient s'installer à Tanger en 1868.
- Jean-Luc Mélenchon, homme politique français, est né à Tanger en 1951.
- Bernard-Henri Lévy, écrivain et philosophe, dont le récit autobiographique, Comédie[41], publié en 1997 aux éditions Grasset, se situe tout entier à Tanger.
- Mohamed Métalsi, professeur-chercheur, écrivain né à Tanger.
- Farida Benlyazid, réalisatrice marocaine, née et vit à Tanger.
- Omar Nasiri, écrivain belge d'origine marocaine, né à Tanger.
- Myriam El Khomri : ministre française, elle vivait à Tanger jusqu'à 9ans.
- Anissa Temsamani, femme politique belge d'origine marocaine, née à Tanger.
- Driss Temsamani, banquier américain d'origine marocaine, né à Tanger.
- Mohammed Jabour, homme politique belge d'origine marocaine, né à Tanger.
- Mohammadi Chahid, homme politique belge d'origine marocaine, né à Tanger.
- Mostafa Ouezekhti, ancien homme politique belge d'origine marocaine, né à Tanger.
- Sidi Larbi Cherkaoui, chorégraphe belge originaire de Tanger, né à Anvers.
- Hafida Bachir, féministe belgo-marocaine.
- Souleiman Berrada, né à Tanger, écrivain et Secrétaire Général de la Fondation pour la photographie Tanger.
- Yassir Zenagui* Zakaria Bakkali, footballeur international belge né à Liège, de la ville de Tanger.
- Nacer Chadli, footballeur international belge né à Liège, originaire de la ville de Tanger.
- Mohamed Azzouzi, homme politique belge né à Tanger, membre du Parti socialiste (PS).
- Jaouad Achab, taekwondoïste belge né à Tanger, champion d'Europe et champion du monde des −63 kg.
- Yassine Boughanem, kick-boxeur belgo-marocain né à Bruxelles.
- Eugène Delacroix, peintre pour qui Tanger fut une révélation esthétique.
- Youssef Boughanem, kick-boxeur belgo-marocain né à Bruxelles.
- Tahar Ben Jelloun, écrivain francophone.
- Rachida Iaallala, actrice néerlandaise.
- Jean Genet, écrivain, poète et auteur dramatique Français. Grand connaisseur du Maroc il est passé de nombreuses fois à Tanger.
- Truman Capote, écrivain américain a vécu à Tanger. Une nouvelle tirée de son livre Les Chiens aboient (en) décrit le quotidien d'Américains dans le Maroc des années 1950.
- Helena Maleno, défenseure des droits de l'homme, journaliste, chercheuse, documentaliste et écrivaine espagnole.
- Hélène Cazès-Benatar, avocate marocaine.
- Nouzha Bouchareb, ministre marocaine.
- Ahmed Ben Abderrahman, chef d'entreprise belgo-marocain né à Tanger en 1954.
- Mohamed Faraj Doukkali, diplomate marocain, né à Tanger en 1937.